# Hamburger SV
Hamburger SV (pełna nazwa Hamburger Sport-Verein e. V., w skrócie HSV) – niemiecki klub sportowy z siedzibą w Hamburgu.

## Informacje ogólne o klubie
Za oficjalną datę założenia klubu uznawany jest 29 września 1887 roku. Jest klubem wielosekcyjnym; oprócz najstarszej i najbardziej utytułowanej sekcji piłki nożnej mężczyzn posiada również następujące sekcje: tenisa stołowego (założona 1927), piłki nożnej kobiet (założona 1970), siatkówki seniorów, baseballa (założona 1985), softballa, badmintona i hokeja na lodzie. W latach 1976–2002 istniała również sekcja piłki ręcznej mężczyzn.
Drużyna piłki nożnej mężczyzn nieprzerwanie od 1963 do 2018 grała w Bundeslidze. Była sześciokrotnym mistrzem Niemiec (1922 – nieoficjalny tytuł, 1923, 1928, 1959/60, 1978/79, 1981/82, 1982/83) oraz ośmiokrotnym wicemistrzem Niemiec (1924, 1956/57, 1957/58, 1975/76, 1979/80, 1980/81, 1983/84, 1986/87). Zdobyła również Puchar Ligi Niemieckiej (2003), trzykrotnie Puchar Niemiec (1962/63, 1975/76, 1986/87) a kolejne trzy razy grała w meczu finałowym tych rozgrywek (1955/56, 1966/67, 1973/74). Drużyna Hamburger SV odnosiła również sukcesy w klubowych rozgrywkach europejskich. Zdobyła Puchar Mistrzów (1982/83) oraz Puchar Zdobywców Pucharów (1976/77). Dodatkowo, brała również udział w meczach finałowych: Pucharu Mistrzów (1979/80), Pucharu Zdobywców Pucharów (1967/68) i Pucharu UEFA (1981/82). Najwięcej goli (137) w historii klubu dla drużyny strzelił Uwe Seeler. W największej liczbie meczów jako zawodnik uczestniczył Manfred Kaltz (581). Barwami klubu są kolory: niebieski, biały, oraz czarny. Swoje spotkania jako gospodarz drużyna piłkarska rozgrywa od 1953 roku na stadionie Volksparkstadion, mogącym pomieścić 57 000 widzów (jest siódmym największym stadionem piłkarskim w Niemczech). Gracze drużyny określani są przez fanów i media mianami: Rothosen, Hanseaten oraz (do niedawna) Bundesliga-Dino i Bundesliga Urgestein.
Zawodnicy sekcji tenisa stołowego największe sukcesy święcili w latach 30., 40. i 50. XX wieku. Drużyna tenisa stołowego zdobyła dwukrotnie mistrzostwo Niemiec (1937, 1938), a w 1939 została wicemistrzem kraju. W grze pojedynczej mężczyzn zawodnicy zdobyli trzykrotnie mistrzostwo Niemiec: 1933 (Paul Benthien), 1934 (Erich Deisler) oraz w 1944 (Heinz Benthien) oraz trzykrotnie wicemistrzostwo kraju: 1936 (Erich Deisler), 1937 (Paul Benthien) i 1943 (Heinz Benthien). W grze pojedynczej kobiet Ursula Paulsen dwukrotnie (1956, 1958) zajęła 3. miejsce w mistrzostwach Niemiec. W grze podwójnej mężczyzn zawodnicy należący do tej sekcji zdobyli w 1943 wicemistrzostwo kraju (Heinz Benthien), natomiast trzykrotnie zajęli 3. miejsce: 1940 (Heinz Benthien), 1944 (Heinz Benthien-Erich Deisler), 1948 (Erich Deisler). W grze podwójnej kobiet Ursula Paulsen zdobyła raz (1956) 3. miejsce w miastrzostwach Niemiec. W grze mieszanej zawodnicy należący do tej sekcji zdobyli mistrzostwo kraju w 1957 (Ursula Paulsen), dwukrotnie wicemistrzostwo: 1943 (Heinz Benthien), 2003 (Oliver Alke), oraz dwukrotnie zajęli 3. miejsce: 1940 (Heinz Benthien) i 1947 (Erich Deisler).
Drużyna siatkarska mężczyzn była sześciokrotnym mistrzem Niemiec (1976, 1977, 1985, 1986, 1987, 1988). Wygrała również pięciokrotnie DVV-Pokal (Puchar Niemiec; 1974, 1977, 1983, 1985, 1989, 1992 – ten ostatni jako 1. VC Hamburg)
Drużyna baseballa (występująca pod nazwą HSV Stealers) zdobyła w 2000 mistrzostwo Niemiec, natomiast wicemistrzem kraju była trzykrotnie: 1995, 1996, 1997. W roku 2000 zespół wygrał również rozgrywki Pucharu Niemiec oraz Pucharu Europy.
Męska drużyna badmintona została w 1957 wicemistrzem Niemiec. Natomiast w 1981 zawodnicy sekcji badmintona Gert Kattau i Joachim Schulz zdobyli 3. miejsce w mistrzostwach Niemiec w grze podwójnej mężczyzn.
Drużyna piłki ręcznej mężczyzn zdobyła w 1966 wicemistrzostwo Niemiec.
Drużyna piłki nożnej kobiet była finalistą Pucharu Niemiec w 2002, a następnie w 2004 finalistą Halowego Pucharu Niemiec.
Męska drużyna krykieta była dwukrotnym wicemistrzem Niemiec (2006, 2008).

## Historia

### Początki
Oficjalnie za datę założenia Hamburger Sport-Verein e.V. uznaje się 29 września 1887 roku. Jednak jest to jedynie data powstania najstarszego spośród późniejszych klubów-założycieli SC Germania von 1887. Dopiero ponad dwadzieścia lat później, 2 czerwca 1919 roku doszło do połączenia trzech zespołów z Hamburga – SC Germania von 1887, Hamburger FC 1888 oraz, mającego swoją siedzibę w dzielnicy Eppendorf, FC Falke 1906.
Kolorami klubowymi drużyny piłkarskiej SC Germania von 1887 były czarny i niebieski. Dodatkowo na górnej części ubioru widniała litera „G”. Mecze prowadzone były na boisku przy ówczesnym torze wyścigów konnych w dzielnicy Mühlenkamp. W latach 1896, 1897, 1901 i 1902 drużyna była czterokrotnie mistrzem ligi miejskiej (Hamburga), a w 1904 roku wicemistrzem Niemiec (po przegranej 1:3 z drużyną Britannii Berlin w finale). Kolejny z klubów Hamburger FC 1888 został założony 1 czerwca 1888 roku jako zespół powstały przy placówce oświatowej Wilhelm-Gymnasium. Stroje zawodników były ciemnoniebieskie, a mecze w roli gospodarza rozgrywano na boisku przy lodowisku w hamburskiej dzielnicy Sternschanze. Największym osiągnięciem zespołu było mistrzostwo północnych Niemiec zdobyte w 1918 roku. FC Falke 1906 utworzony został w 1906 roku przy placówce oświatowej Oberrealschule Eppendorf, a barwami zespołu były kolory niebieski (górna część ubioru) i biały (dolna).
Powstały w wyniku fuzji w 1919 klub początkowo funkcjonował pod nazwą Hamburg 88-Germania-Falke, by jeszcze w tym samym roku zmienić ją na Hamburger Sport-Verein. Barwami klubowymi stały się kolory: biały i czerwony, będące oficjalnymi barwami miasta Hamburga oraz Ligi Hanzeatyckiej. Kolorami dodatkowymi zostały niebieski i czarny, niegdyś używany przez klub SC Germania von 1887.

### Lata 1919–1933
W 1919 roku klub przystąpił do rozgrywek na szczeblu regionalnym (Hamburg), zajmując w nich ostatecznie 2. miejsce. Pierwszy po połączeniu trzech klubów mecz, przegrany 1:4, drużyna z Hamburga rozegrała 1 czerwca 1919 roku przeciwko Viktorii Recklinghausen. W 1920 roku drużyna Hamburger SV wzięła udział w rozgrywkach Ligi Północnych Niemiec (Norddeutsche Liga), zajmując 1. miejsce w okręgu północnym. Po wygranym 8:0 meczu w finale Ligi Północnych Niemiec (z drużyną Hannover 96) zespół z Hamburga zakwalifikował się do rozgrywek o mistrzostwo Niemiec, kończąc rywalizację już w pierwszej rundzie, w której przegrał 1:3 z piłkarzami Duisburger SV.
W sezonie 1921/1922 piłkarze Hamburger SV ponownie zajęli, podobnie jak w ubiegłorocznych rozgrywkach, 1. miejsce w północnym okręgu Ligi Północnych Niemiec. Drużyna z Hamburga wygrała następnie turniej o mistrzostwo Niemiec, wygrywając mecze kolejno z zespołami: Titanią Stettin (5:0), Wackerem Monachium (4:0) i w finale z 1. FC Nürnberg. Ta ostatnia rywalizacja obejmowała w sumie dwa mecze – pierwszy zakończył się wynikiem remisowym 2:2 zdecydowano więc o rozegraniu meczu dodatkowego. Rozegrano go w Lipsku, a jego zwycięzcą został ze względów regulaminowych zespół hamburski.
W sezonie 1922/1923 drużyna piłkarzy Hamburger SV po raz trzeci została mistrzem okręgu w rozgrywkach Ligi Północnych Niemiec, a następnie wygrała zawody o mistrzostwo Ligi Północnych Niemiec pokonując po kolei zespoły: Borussia Harburg (3:1), Eintracht Hannover (4:1) i w meczu finałowym 2:0 Holstein Kiel. Zdobyła również po raz drugi tytuł mistrza kraju wygrywając w kolejnych rundach z piłkarzami klubów: Guts Muts Drezno (2:0), VfB Königsberg (3:2), a następnie w meczu finałowym rozegranym 10 czerwca 1923 roku na stadionie w Berlinie, drużynę Union Oberschöneweide (3:0).
Drużyna piłkarska Hamburger SV w sezonie 1923/1924 zakończyła rozgrywki Ligi Północnych Niemiec na 1. miejscu w okręgu Alster, a następnie wygrała turniej o mistrzostwo regionu. W tym sezonie zespół zdobył również wicemistrzostwo Niemiec, pokonując drużyny Sportfreunde Breslau (3:0) i SV Leipzig (1:0), ale przegrywając w meczu finałowym oglądanym przez około 30 tysięcy widzów, a rozegranym na stadionie w Berlinie z piłkarzami klubu 1. FC Nürnberg 0:2. W kolejnych trzech sezonach zespół Hamburger SV nie odnosił takich sukcesów jak w latach poprzednich. W 1925 roku drużyna piłkarska nie zakwalifikowała się do drugiej rundy mistrzostw Niemiec przegrywając z zespołem FSV Frankfurt 1:2, a w sezonie 1925/1926 zajęła 2. miejsce w mistrzostwach północnych Niemiec (Norddeutsche Meisterschaft). W tym sezonie wygrała w rozgrywkach o Puchar Północnych Niemiec, pokonując w ostatnim meczu piłkarzy klubu Holstein Kiel 3:1. Rok później zespół ponownie był drugi w mistrzostwach regionu.
W sezonie 1927/1928 zespół Hamburger SV zajął 1. miejsce w okręgu Alter w ramach rozgrywek Ligi Północnych Niemiec, a także po raz szósty został mistrzem północnych Niemiec (wygrywając wszystkie mecze, w których brał udział na turnieju – 6). W rywalizacji o mistrzostwo kraju (Deutsche Meisterschaft) wygrał po kolei z drużynami: Schalke 04 Gelsenkirchen (4:2), VfB Königsberg (4:0), Bayernem Monachium (8:0 – trzy gole Tulla Hardera), by w meczu finałowym rozgrywanym na Altonaer Stadion w Altonie pokonać Herthę Berlin 5:2, i po raz trzeci w historii klubu zostać mistrzem kraju.
W latach 1929, 1931–1933 czterokrotnie zespół hamburski zostawał mistrzem północnych Niemiec, niemniej w rozgrywkach o mistrzostwo kraju przegrywał mecze już w pierwszych rundach, stąd nie brał już udziału w meczu finałowym turnieju.

### 1933–1945
Od 1933 roku Hamburger SV występował w nowych rozgrywkach zwanych Gauliga/Bereichsliga Nordmark. W latach 1934–1936 przegrywał je, za każdym razem będąc w tabeli za drużyną Eimsbütteler TV, wywodzącej się z dzielnicy Hamburga, Eimsbüttel. W 1937 roku wywalczyli mistrzostwo rozgrywek, przeszli fazę grupową mistrzostw Niemiec. W półfinale ulegli jednak 2:3 1. FC Nürnberg, a w meczu o 3. miejsce 0:1 VfB Stuttgart. W 1938 roku Hamburger SV ponownie był czwarty w mistrzostwach kraju po tym, jak najpierw wywalczył mistrzostwo regionu, a następnie przegrał w półfinale 2:3 z Hannoverem 96 po dogrywce i 2:4 z Fortuną Düsseldorf także po dogrywce (w pierwszym meczu między HSV a Fortuną padł bezbramkowy remis). W sezonie 1938/1939 sytuacja znów się powtórzyła i znów HSV zajęło 4. pozycję. W decydujących meczach uległo 1:4 Admirze Wiedeń, a potem 2:3 Dresdner SC. Natomiast gracz HSV, Werner Höffmann, zdobywając 28 goli w rozgrywkach został królem strzelców, pierwszym w historii mistrzostw Niemiec wywodzącym się z klubu z Hamburga. Po wybuchu II wojny światowej w Niemczech rozgrywki ligowe nadal toczyły się. W 1941 roku HSV przeszedł rozgrywki regionalne bez straty punktu i wygrał fazę grupową mistrzostw kraju. W półfinale uległ jednak Schalke 04 Gelsenkirchen w dwumeczu (1:0 i 0:3). Do 1945 roku Hamburger SV nie osiągnął już więcej sukcesów w niemieckim czempionacie. W wyniku wojny zmarło kilku zawodników HSV, w tym Rudolf Noack, Werner Höffmann i Eugen Kahl. Swoje pierwsze spotkanie po zakończeniu wojny HSV rozegrał 16 lipca 1945 na swoim stadionie Rothenbaum i wygrał 2:0 z Altoną 93.

### 1945–1963
W 1945 roku po zwycięstwie nad III Rzeszą, alianci podzielili ją na strefy okupacyjne czterech zwycięskich mocarstw: Stanów Zjednoczonych, Wielkiej Brytanii, Francji oraz Związku Socjalistycznych Republik Radzieckich. Tak samo podzielono strefy rozgrywek piłkarskich, a Hamburg i północ Niemiec znalazła się pod wpływami Wielkiej Brytanii. W sezonie 1946/1947 w rozgrywkach okręgowych HSV zajął drugie miejsce za lokalnym rywalem, FC St. Pauli, a w 22 spotkaniach zdobył 101 goli, wygrywając m.in. 14:2 z TuS Hamburg, 11:0 z Unionem Altona czy 14:0 z Post SV. W barażach o awans do mistrzostw strefy brytyjskiej spotkał się z VfB Lübeck i zwyciężył 5:2. Potem po dwóch meczach pokonał Schalke 04 Gelsenkirchen (0:0 i 2:0), 3:1 Rot-Weiß Oberhausen, a w finale w Düsseldorfie 1:0 Borussię Dortmund. Tym samym Hamburger SV został po raz pierwszy piłkarskim mistrzem strefy brytyjskiej. Rok później piłkarze z Hamburga zostali mistrzami północy kraju, a dzięki pokonaniu Hamborn 07 3:1, Entrachtu Brunszwik 3:2 i St. Pauli 6:1 ponownie wywalczyli prymat w swojej strefie wpływów alianckich. Jednak w mistrzostwach całego kraju odpadli już po pierwszej rundzie przegrywając 1:2 z TuS Neuendorf.
Zarówno w 1949, jak i 1950 roku HSV sięgał po mistrzostwo Północnych Niemiec, jednak odpadał w mistrzostwach narodowych. W 1950 roku zespół wyjechał na tournée do Stanów Zjednoczonych i stał się pierwszą niemiecką drużyną po zakończeniu wojny, która wystąpiła na boiskach USA. Hamburger SV zwyciężył tam we wszystkich sześciu rozegranych spotkaniach: 4:1 z drużyną Nowego Jorku, 10:0 z All Stars Chicago, 9:1 z Elizabeth SC Newark, 5:0 z drużyną z Filadelfii, 7:2 z New Jersey i 9:2 z Brooklynu. Sezon 1950/1951 zakończył się czternastym w historii tytułem mistrza Niemiec Północnych, jednak w krajowych rozgrywkach zespół zajął 3. miejsce w grupie. Herbert Woitkowiak, zawodnik HSV, z 40 golami został królem strzelców całego cyklu mistrzostw kraju. Rok 1952 i 1953 przyniósł kolejne dwa mistrzostwa regionu. 15 sierpnia 1953 w barwach Hamburger Sport-Verein zadebiutował 16-letni wówczas Uwe Seeler, który w późniejszych latach stał się najlepszym strzelcem w historii klubu. Jego debiut miał miejsce w zwycięskim 5:3 meczu z Göttingen 05. W 1954 roku HSV nie odniósł sukcesu, ale w 1955 roku odzyskał on mistrzostwo swojego regionu. W sezonie 1955/1956 obronił ten tytuł, a Seeler z 32 golami został najlepszym strzelcem rozgrywek. Drużyna jednak ponownie nie potrafiła przebić się do decydującej fazy mistrzostw Niemiec. Rok później Seeler zdobył 31 bramek, najwięcej w lidze. „Die Rothosen” po raz dziewiętnasty zostali mistrzami Północy oraz dotarli do finału mistrzostw kraju. Na stadionie w Hanowerze lepsza od hamburczyków okazała się Borussia Dortmund, która zwyciężyła 4:1. W 1958 roku miała miejsce podobna historia, gdy po dwudziestym tytule mistrza regionu HSV uległo 0:3 w finale mistrzostw Niemiec Schalke 04. Natomiast rok 1959 to kolejny prymat w rozgrywkach rejonu Hamburga i okolic.
W sezonie 1959/1960 HSV trenowany przez Güntera Mahlmanna po wygraniu mistrzostw Północy zwyciężył także swoją grupę w rundzie eliminacyjnej mistrzostw Niemiec. Dzięki temu 25 czerwca 1960 roku na Waldstadionie we Frankfurcie nad Menem zmierzył się w decydującym o czempionacie spotkaniu z 1. FC Köln. Ostatecznie Hamburger SV zwyciężył 3:2 po golach Uwe Seelera i jednym Gerta Dörfela, dzięki czemu po 32 latach ponownie został najlepszą drużyną Niemiec. Jesienią 1960 klub po raz pierwszy w historii wystąpił w europejskich pucharach. W 1/8 finału edycji 1960/1961 Pucharu Mistrzów zmierzył się ze szwajcarskim BSC Young Boys. W pierwszym meczu w Bernie Niemcy wygrali 5:0 po dwóch golach Klausa Stürmera i Uwe Seelera oraz jednym Klausa Neisnera. W rewanżu w Hamburgu padł remis 3:3 (bramki dla HSV zdobywali Stürmer, „Charly” Dörfel i po samobójczym trafieniu Léon Walker). W ćwierćfinale HSV trafił na mistrza Anglii, Burnley F.C. W Anglii Hamburger SV przegrał 1:3 (gol Dörfla), ale w rewanżu na własnym stadionie wygrał 4:1 (dwa trafienia Seelera i jedno Dörfla oraz Stürmera) i awansował do dalszej rundy. W półfinale z Barceloną do rozstrzygnięcia potrzeba było trzech spotkań. W pierwszym w Hiszpanii wygrała Barcelona 1:0, a w drugim w Niemczech HSV 2:1 (strzelcy dla HSV: Peter Wulf i Seeler). W decydującym o awansie meczu, na neutralnym stadionie w Brukseli wygrała Barcelona 1:0 po bramce Evaristo de Macedo i to ona weszła do finału. Ani w 1961, ani w kolejnych dwóch latach HSV nie zdołało osiągnąć kolejnych sukcesów w rozgrywkach ligowych. Jednak w 1963 roku klub dotarł do finału Pucharu Niemiec i dzięki hat trickowi Uwego Seelera pokonał 3:0 Borussię Dortmund, zapisując tym samym w swojej historii pierwszy zdobyty krajowy puchar.

### 1963–1976

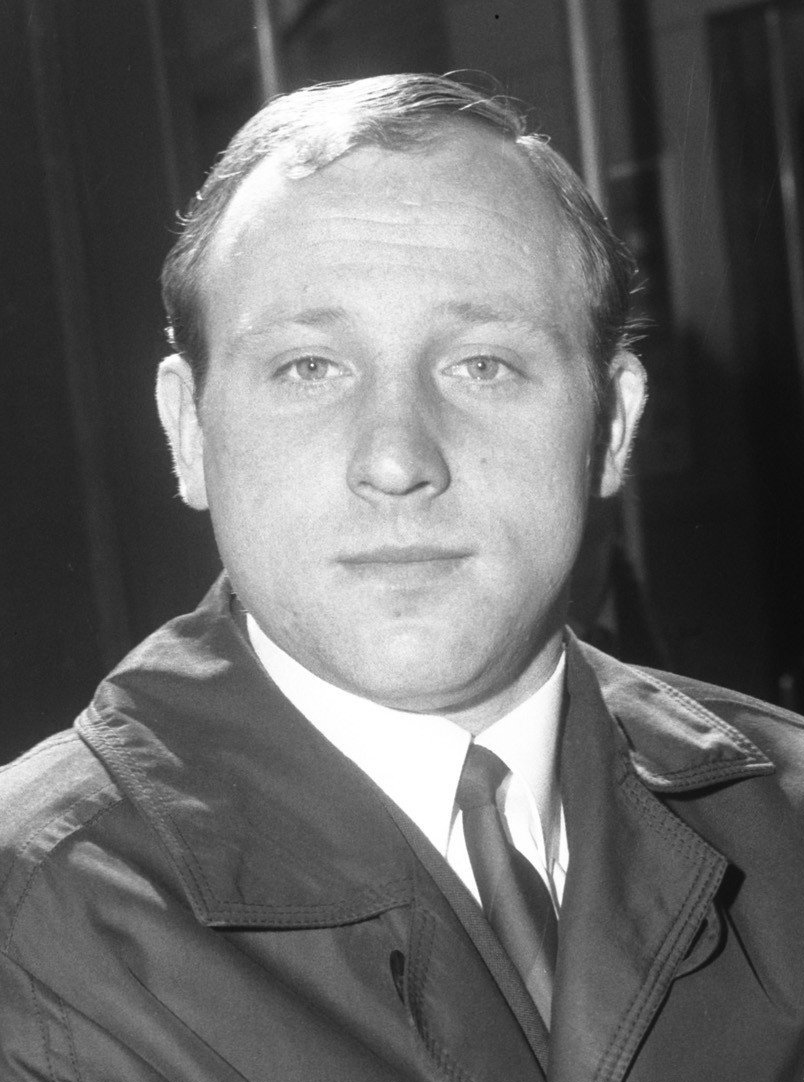
Uwe Seeler, najlepszy strzelec Hamburger SV w historii

W 1963 roku Niemiecki Związek Piłki Nożnej utworzył nowe rozgrywki w kraju – Bundesligę, składającą się pierwotnie z 16 drużyn. W skład wszedł między innymi Hamburger SV, a w premierowym sezonie zespół ten poprowadził trener Martin Wilke. 24 sierpnia HSV rozegrał swoje pierwsze spotkanie w Bundeslidze i zremisował na wyjeździe z Preußen Münster 1:1. 7 marca 1964 roku Hamburger SV uległ na wyjeździe 2:9 TSV 1860 Monachium i jest to najwyższa porażka w historii klubu. Na koniec sezonu 1963/1964 drużyna z Hamburga zajęła 6. miejsce, a jej napastnik Uwe Seeler z 30 golami został królem strzelców.
Po sezonie 1963/1964 doszło do zmiany trenera. Wilkego zastąpił Georg Gawliczek. W HSV pracował dwa lata, ale nie osiągnął sukcesów w lidze. Natomiast jego następca Josef Schneider doszedł z zespołem do finału Pucharu Niemiec, jednak hamburczycy ulegli w nim 0:4 Bayernowi Monachium. Schneidera zastąpił Kurt Koch, a Hamburger SV miał wystąpić w Pucharze Zdobywców Pucharów 1967/1968, gdyż poprzednim triumfatorem tych rozgrywek był właśnie Bayern, który automatycznie uzyskał miejsce w następnej edycji. W 1/16 finału HSV zmierzył się ze zdobywcą Pucharu Danii, Freja Randers. W pierwszym meczu w Hamburgu po 3 golach Seelera i po jednym Wernera Krämera oraz jednym Franza-Josefa Höniga „Die Rothosen” wygrali 5:3. W rewanżu także zwyciężyli, tym razem 2:0 po trafieniach Jürgena Kurbjuhna i Holgera Dieckmanna. W 1/8 finału przeciwnikiem Hamburger Sport-Verein była Wisła Kraków. Niemcy wygrali dwumecz pokonując „Wiślaków” 1:0 w Krakowie (gol Seelera) i 4:0 na własnym stadionie (dwa gole Schulza i po jednym Seelera i Kurbjuhna). HSV w drodze do finału przeszedł także dwie następne przeszkody. W ćwierćfinale uporał się z Olympique Lyon po trzech meczach (2:0 po bramkach Dieckmanna i Dörfla, 0:2 i w dodatkowym znów 2:0 po dwóch trafieniach Seelera). Natomiast w pierwszym meczu 1/2 finału Niemcy zremisowali 1:1 z Cardiff City (gol: Helmut Sandmann), ale w drugim w Cardiff pokonali miejscowych 3:2 (gole: dwa Höniga i jeden Seelera). 23 maja 1968 w finale na Feijenoord Stadion w Rotterdamie HSV podejmował A.C. Milan. Już w 3. minucie bramkę dla „rosso-nerich” strzelił Kurt Hamrin, a w 15. dołożył drugie trafienie, dzięki czemu mediolańczycy sięgneli po Puchar Zdobywców Pucharów.
Finał Pucharu Zdobywców Pucharów
| 23 maja 1968 | A.C. Milan | 2:0(2:0) | Hamburger SV | Feijenoord Stadion, Rotterdam Widzów: 53 276 Sędzia: José Maria Ortiz de Mendibil (Hiszpania) |
| 23 maja 1968 | Kurt Hamrin 3', 15' | 2:0(2:0) | | Feijenoord Stadion, Rotterdam Widzów: 53 276 Sędzia: José Maria Ortiz de Mendibil (Hiszpania) |
| Fabio Cudicini – Angelo Anquilletti, Karl-Heinz Schnellinger, Roberto Rosato, Nevio Scala – Giovanni Trapattoni, Giovanni Lodetti – Gianni Rivera (kapitan), Kurt Hamrin, Angelo Sormani, Pierino Prati; Trener: Nereo Rocco | Fabio Cudicini – Angelo Anquilletti, Karl-Heinz Schnellinger, Roberto Rosato, Nevio Scala – Giovanni Trapattoni, Giovanni Lodetti – Gianni Rivera (kapitan), Kurt Hamrin, Angelo Sormani, Pierino Prati; Trener: Nereo Rocco |          | Arkoc Özcan – Helmut Sandmann, Willi Schulz, Egon Horst, Jürgen Kurbjuhn – Holger Dieckmann, Werner Krämer – Bernd Dörfel, Uwe Seeler (kapitan), Franz-Josef Hönig, Gert Dörfel; Trener: Kurt Koch | Arkoc Özcan – Helmut Sandmann, Willi Schulz, Egon Horst, Jürgen Kurbjuhn – Holger Dieckmann, Werner Krämer – Bernd Dörfel, Uwe Seeler (kapitan), Franz-Josef Hönig, Gert Dörfel; Trener: Kurt Koch |

Koch pracował w Hamburger SV jeszcze przez rok, ale nie odnosząc sukcesu w lidze został zastąpiony przez Georga Knöpfle. W 1970 roku HSV był szósty w lidze, jednak ponownie doszło do zmiany trenera i nowym szkoleniowcem klubu został Klaus-Dieter Ochs. Poprawił on lokatę z poprzedniego sezonu, jednak z kolejnych dwóch HSV zajmował miejsca poza dziesiątką. 1 maja 1972 roku karierę sportową zakończył Uwe Seeler, a na jego pożegnalny mecz na Volksparkstadion przybyło 62 tysiące widzów. W 1973 roku następcą Ochsa mianowano Kuno Klötzera. W 1974 roku doprowadził on zespół do finału Pucharu Niemiec, jednak HSV uległ w nim 1:3 Eintrachtowi Frankfurt. Z kolei w 1975 roku zajął 4. miejsce w lidze, a sezon później wywalczył wicemistrzostwo kraju kończąc sezon 4 punkty za Borussią Mönchengladbach. 26 czerwca 1976 Hamburger SV zdobył swój drugi krajowy puchar w historii, gdy na stadionie we Frankfurcie nad Menem pokonał 2:0 1. FC Kaiserslautern.

### 1976–1987
Dzięki zdobyciu Pucharu Niemiec Hamburger SV jesienią 1976 wystąpił w rozgrywkach Pucharu Zdobywców Pucharów. Już w pierwszej rundzie spotkał się z Islandzkim ÍBK Keflavík. Zdobywca Pucharu Islandii w pierwszym meczu w Hamburgu uległ 0:3, a gole dla Niemców zdobywali Klaus Zaczyk, Willi Reimann i Peter Hidien. W rewanżu na Islandii padł remis 1:1 (HSV zdobył gola po strzale Hidiena). W 1/8 finału „Die Rothosen” wylosowali Heart of Midlothian F.C. ze Szkocji. Zawodnicy Hamburger SV dwukrotnie zdobywali po 4 gole w meczu wygrywając najpierw 4:2 na własnym stadionie (trafienia Olego Bjørnmose, Kurta Eigla, Williego Reimanna i Manfreda Kaltza) oraz 4:1 w Edynburgu (po dwie bramki Eigla i Felixa Magatha). W ćwierćfinale HSV uporał się z kolejną przeszkodą – MTK Budapeszt. W pierwszym meczu zremisowali ze zdobywcami Pucharu Węgier 1:1, a gola zdobył Georg Volkert. W rewanżu na Volksparkstadion hamburczycy wygrali z Węgrami 4:1, a bramki zdobywali: Reimann (2), Kaltz i Zaczyk. W półfinale Niemcy wylosowali Atlético Madryt i na Estadio Vicente Calderón przegrali oni z gospodarzami 1:3, a autorem honorwego trafienia był Magath. W rewanżu odrobili stratę wygrywając 3:0 i dzięki golom Kaltza, Reimanna i Ferdinanda Kellera awansowali do finału. 11 maja 1977 roku na Stadionie Olimpijskim w Amsterdamie przeciwnikiem Hamburger Sport-Verein był belgijski RSC Anderlecht. Do 78. minuty utrzymywał się wynik bezbramkowy i wtedy gola z rzutu karnego zdobył Georg Volkert. W 88. minucie gola na 2:0 zdobył Magath i Hamburger SV zdobyło swoje pierwsze europejskie trofeum w historii.
Finał Pucharu Zdobywców Pucharów
| 11 maja 1977 | Hamburger SV | 2:0(0:0) | RSC Anderlecht | Stadion Olimpijski w Amsterdamie, Amsterdam Widzów: 58 000 Sędzia: Patrick Partridge (Anglia) |
| 11 maja 1977 | Georg Volkert 78' (karny), Felix Magath 88' | 2:0(0:0) | | Stadion Olimpijski w Amsterdamie, Amsterdam Widzów: 58 000 Sędzia: Patrick Partridge (Anglia) |
| Rudolf Kargus – Manfred Kaltz, Hans-Jürgen Ripp, Peter Nogly (kapitan), Peter Hidien – Caspar Memering, Felix Magath, Ferdinand Keller – Arno Steffenhagen, Willi Reimann, Georg Volkert; Trener: Kuno Klötzer | Rudolf Kargus – Manfred Kaltz, Hans-Jürgen Ripp, Peter Nogly (kapitan), Peter Hidien – Caspar Memering, Felix Magath, Ferdinand Keller – Arno Steffenhagen, Willi Reimann, Georg Volkert; Trener: Kuno Klötzer |          | Jan Ruiter – Gilbert Van Binst, Erwin Van den Daele (kapitan), Jean Thissen, Hugo Broos – Jean Dockx (81' Ronny Van Poucke), Ludo Coeck, Arie Haan, François Van der Elst – Peter Ressel, Rob Rensenbrink; Trener: Raymond Goethals | Jan Ruiter – Gilbert Van Binst, Erwin Van den Daele (kapitan), Jean Thissen, Hugo Broos – Jean Dockx (81' Ronny Van Poucke), Ludo Coeck, Arie Haan, François Van der Elst – Peter Ressel, Rob Rensenbrink; Trener: Raymond Goethals |

Po sukcesie w Pucharze Zdobywców Pucharów ze stanowiska trenera odszedł Klötzer i został zastąpiony przez Rudiego Gutendorfa, ale niedługo potem kolejnym trenerem został Turek Arkoç Özcan, były bramkarz HSV. Jednym z transferów przeprowadznych przez hamburski klub było zakupienie reprezentanta Anglii, Kevina Keegana. Özcan doprowadził HSV do 10. miejsca w lidze, a przed sezonem 1978/1979 został zastąpiony przez Chorwata z pochodzenia, Branko Zebeca. Na koniec sezonu wywalczył on mistrzostwo Niemiec, pierwsze dla HSV od czasu utworzenia Bundesligi. Najlepszym strzelcem zespołu został Keegan, który zdobył 17 goli. Jesienią 1979 Hamburger SV drugi raz w swojej historii wystąpił w Pucharze Mistrzów. W pierwszej rundzie wyeliminował islandzki Valur Reykjavík. W stolicy Islandii dwa gole zdobył Horst Hrubesch i jednego Ivan Buljan, a HSV wygrał 3:0. W rewanżu w Hamburgu ponownie wygrali Niemcy, tym razem 2:1, po bramkach Hrubescha i Bernda Wehmeyera. W 1/8 finału rywalem hamburczyków było Dinamo Tbilisi. Na Volksparkstadion padł rezultat 3:1 dla HSV (gole Kaltza, Keegana i Hartwiga), a w rewanżu w Tbilisi 3:2 dla przyjezdnych (trafienia Keegana, Hrubescha i Buljana). W ćwierćfinale „Die Rothosen” natrafili na mistrza Jugosławii, Hajduka Split. W 45. minucie meczu w Hamburgu jedynego gola zdobył Willi Reimann. Na wyjeździe Niemcy ulegli 2:3, ale dzięki golom autorstwa Hrubescha i Holgera Hieronymusa strzelonym w Splicie awansowali do 1/2. W niej rywalem Hamburger SV był Real Madryt. Na Estadio Santiago Bernabéu „Królewscy” zwyciężyli 2:0, a bohaterem spotkania był strzelec dwóch goli Santillana. W rewanżu lepsi okazali się gracze HSV, którzy po dwóch golach Kaltza, dwóch Hrubescha i jednym Memeringa wygrali 5:1 i awansowali do finału Pucharu Europy, w którym ich rywalem miał być obrońca trofeum, Nottingham Forest. Finał odbył się 28 maja 1980 roku na Santiago Bernabéu w Madrycie. Jedynego gola spotkania zdobył John Robertson w 21. minucie meczu, a piłkarze Forest drugi raz z rzędu sięgnęli po najważniejsze trofeum klubowe w Europie. Z kolei w lidze Hamburger SV był drugi tracąc dwa punkty do Bayernu Monachium.
Finał Pucharu Mistrzów
| 28 maja 1980 | Nottingham Forest FC | 1:0(1:0) | Hamburger SV | Estadio Santiago Bernabéu, Madryt Widzów: 50 000 Sędzia: Antonio José da Silva Garrido (Portugalia) |
| 28 maja 1980 | John Robertson 21' | 1:0(1:0) | | Estadio Santiago Bernabéu, Madryt Widzów: 50 000 Sędzia: Antonio José da Silva Garrido (Portugalia) |
| Peter Shilton – Viv Anderson, Frank Gray (84' Bryn Gunn), Larry Lloyd, Kenny Burns – Martin O’Neill, John McGovern (kapitan), Ian Bowyer, Gary Mills (68' John O’Hare) – John Robertson, Garry Birtles; Trener: Brian Clough | Peter Shilton – Viv Anderson, Frank Gray (84' Bryn Gunn), Larry Lloyd, Kenny Burns – Martin O’Neill, John McGovern (kapitan), Ian Bowyer, Gary Mills (68' John O’Hare) – John Robertson, Garry Birtles; Trener: Brian Clough |          | Rudolf Kargus – Manfred Kaltz, Peter Nogly (kapitan), Ivan Buljan, Ditmar Jakobs – Holger Hieronymus (46' Horst Hrubesch), Felix Magath, Caspar Memering, Kevin Keegan – Willi Reimann, Jürgen Milewski; Trener: Branko Zebec | Rudolf Kargus – Manfred Kaltz, Peter Nogly (kapitan), Ivan Buljan, Ditmar Jakobs – Holger Hieronymus (46' Horst Hrubesch), Felix Magath, Caspar Memering, Kevin Keegan – Willi Reimann, Jürgen Milewski; Trener: Branko Zebec |

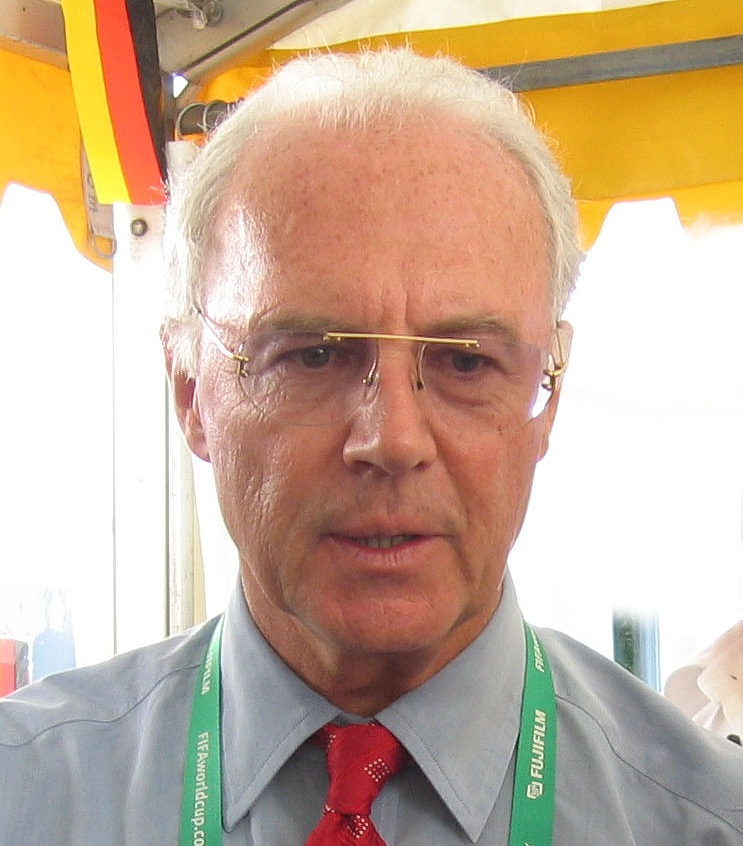
Franz Beckenbauer, jeden z czołowych obrońców świata, w HSV grał w latach 1980–1982

Latem 1980 nowym zawodnikiem Hamburger SV został mistrz świata z 1974 roku i dwukrotny laureat Złotej Piłki Franz Beckenbauer. W trakcie sezonu 1980/1981 Zebeca zastąpił jego rodak Aleksandar Ristić. HSV został wicemistrzem kraju, ponownie będąc za Bayernem w tabeli. W 1/32 Pucharu UEFA Hamburger SV pokonał w dwumeczu jugosłowańskie FK Sarajevo. W pierwszym meczu padł wynik 4:2 dla Niemców (dwie bramki Hrubescha i po jednej Kaltza oraz Hartwiga), a w drugim remis 3:3 (hat trick Hrubescha). Hamburczycy przeszli także 1/16 finału. Po remisie 1:1 na Philips Stadion z tamtejszym PSV Eindhoven (kolejny gol Hrubescha), wygrali u siebie 2:1 (trafienia Jürgena Groha i Hrubescha). HSV odpadł jednak w 1/8 finału po dwóch porażkach z AS Saint-Étienne: 0:5 na własnym stadionie i 0:1 we Francji.
Latem 1981 roku nowym trenerem zespołu został Austriak Ernst Happel, który w 1978 roku na mistrzostwach świata w Argentynie wywalczył z reprezentacją Holandii wicemistrzostwo świata. W lidze drużyna pod jego wodzą wywalczyła swój szósty tytuł mistrza kraju, a drugi od czasu utworzenia Bundesligi. HSV zakończyło sezon z 3 punktami przewagi nad drugim w tabeli 1. FC Köln, a napastnik Horst Hrubesch z 27 golami został najlepszym strzelcem ligi. Hamburger SV wystąpił także w rozgrywkach Pucharu UEFA. W pierwszej rundzie rywalem Niemców był FC Utrecht, jednak już w premierowym spotkaniu przegrali oni 0:1 na własnym stadionie. W rewanżu w Arnhem padło 9 bramek, a HSV zwyciężył 6:3 po dwóch golach Jürgena Milewskiego oraz po jednym Bernda Wehmeyera, Jimmy’ego Hartwiga, Larsa Bastrupa oraz 20-letniego wówczas Thomasa von Heesena. W 1/16 finału rywalem HSV był francuski zespół Girondins Bordeaux. U siebie Francuzi wygrali 2:1, a honorowego gola dla wicemistrzów RFN zdobył Manfred Kaltz z rzutu karnego. W rewanżu na Volksparkstadion dwie bramki zdobył Horst Hrubesch i dzięki zwycięstwu 2:0 dalej awansował zespół z Hamburga. W 1/8 finału Hamburger SV wylosował Aberdeen F.C. i ponownie przegrał pierwszy mecz, tym razem 2:3 (dwa gole dla HSV zdobywał Hrubesch). Wygrał jednak rewanż 3:1 (zdobywcy bramek: Hrubesch, Memering i Ditmar Jakobs) i przeszedł do kolejnej rundy. Pierwszy mecz ćwierćfinałowy ze szwajcarskim Neuchâtel Xamax zakończył się zwycięstwem hamburczyków 3:2 (trafienia Bastrupa, Memeringa i von Heesena), a w drugim spotkaniu padł wynik bezbramkowy. Półfinałową parę Hamburger SV tworzył z FK Radničkim Nisz z Jugosławii. Pierwszy mecz Jugosłowianie wygrali 2:1 u siebie, a honorowego gola dla niemieckiej drużyny zdobył von Heesen. W rewanżowym meczu ulegli jednak w Hamburugu 1:5 – von Heesen z Hartwigiem zdobyli po dwie bramki, a jedną dołożył Felix Magath. 5 maja 1982 roku HSV rozegrał swój pierwszy finałowy mecz na Ullevi w Göteborgu z tamtejszym IFK, jednak uległ 0:1. Rewanż również nie był udany dla podopiecznych Happela, którzy na własnym stadionie zostali pokonani 3:0 przez Szwedów.
Finał Pucharu UEFA
| 5 maja 1982 | IFK Göteborg | 1:0(0:0) | Hamburger SV | Ullevi, Göteborg Widzów: 42 548 Sędzia: John Carpenter (Irlandia) |
| 5 maja 1982 | Tord Holmgren 87' | 1:0(0:0) | | Ullevi, Göteborg Widzów: 42 548 Sędzia: John Carpenter (Irlandia) |
| Thomas Wernersson – Ruben Svensson, Glenn Hysén, Conny Karlsson (kapitan), Stig Fredriksson – Tord Holmgren, Jerry Karlsson, Glenn Strömberg – Dan Corneliusson, Torbjörn Nilsson (20' Roland Sandberg), Tommy Holmgren (46' Glenn Schiller); Trener: Sven-Göran Eriksson | Thomas Wernersson – Ruben Svensson, Glenn Hysén, Conny Karlsson (kapitan), Stig Fredriksson – Tord Holmgren, Jerry Karlsson, Glenn Strömberg – Dan Corneliusson, Torbjörn Nilsson (20' Roland Sandberg), Tommy Holmgren (46' Glenn Schiller); Trener: Sven-Göran Eriksson |          | Uli Stein – Holger Hieronymus, Manfred Kaltz, Ditmar Jakobs, Jürgen Groh – Bernd Wehmeyer, William Hartwig, Felix Magath, Thomas von Heesen (83' Caspar Memering) – Horst Hrubesch (kapitan), Lars Bastrup; Trener: Ernst Happel | Uli Stein – Holger Hieronymus, Manfred Kaltz, Ditmar Jakobs, Jürgen Groh – Bernd Wehmeyer, William Hartwig, Felix Magath, Thomas von Heesen (83' Caspar Memering) – Horst Hrubesch (kapitan), Lars Bastrup; Trener: Ernst Happel |

Finał Pucharu UEFA
| 19 maja 1982 | Hamburger SV | 0:3(0:1) | IFK Göteborg | Volksparkstadion, Hamburg Widzów: 60 000 Sędzia: George Courtney (Anglia) |
| 19 maja 1982 | Dan Corneliusson 26', Torbjörn Nilsson 61', Stig Fredriksson 66' (karny) | 0:3(0:1) | | Volksparkstadion, Hamburg Widzów: 60 000 Sędzia: George Courtney (Anglia) |
| Uli Stein – Holger Hieronymus, Manfred Kaltz (76' Peter Hidien), Jürgen Groh, Bernd Wehmeyer – William Hartwig, Felix Magath, Caspar Memering, Thomas von Heesen – Lars Bastrup, Horst Hrubesch (kapitan); Trener: Ernst Happel | Uli Stein – Holger Hieronymus, Manfred Kaltz (76' Peter Hidien), Jürgen Groh, Bernd Wehmeyer – William Hartwig, Felix Magath, Caspar Memering, Thomas von Heesen – Lars Bastrup, Horst Hrubesch (kapitan); Trener: Ernst Happel |          | Thomas Wernersson – Ruben Svensson, Conny Karlsson (kapitan), Glenn Hysén (19' Glenn Schiller), Stig Fredriksson – Tord Holmgren, Glenn Strömberg, Jerry Karlsson – Dan Corneliusson (68' Roland Sandberg), Torbjörn Nilsson, Tommy Holmgren; Trener: Sven-Göran Eriksson | Thomas Wernersson – Ruben Svensson, Conny Karlsson (kapitan), Glenn Hysén (19' Glenn Schiller), Stig Fredriksson – Tord Holmgren, Glenn Strömberg, Jerry Karlsson – Dan Corneliusson (68' Roland Sandberg), Torbjörn Nilsson, Tommy Holmgren; Trener: Sven-Göran Eriksson |

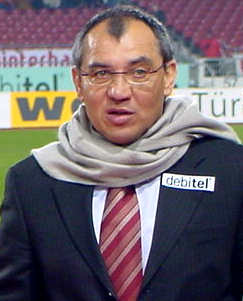
Felix Magath, zdobywca zwycięskiego gola dla HSV w finale Pucharze Mistrzów 1983

W sezonie 1982/1983 zespół Happela kontynuował pasmo sukcesów i drugi raz z rzędu okazał się najlepszy w lidze, dzięki lepszej różnicy bramek niż rywal Werder Brema. Atak Hrubesch-Milewski zdobył w tamtym sezonie łącznie 32 gole. Dzięki wywalczonemu rok wcześniej tytułowi mistrza RFN, Hamburger Sport-Verein wystąpił w edycji 1982/1983 Pucharu Mistrzów. W 1/16 finału spotkał się z mistrzem Niemieckiej Republiki Demokratycznej, Dynamem Berlin i po remisie 1:1 w Berlinie (gol Milewskiego) wygrał u siebie 2:0, dzięki bramkom Hartwiga i Hrubescha. W 1/8 finału rywalem Niemców był mistrz Grecji, Olympiakos SFP. Na własnym stadionie wygrali oni z Grekami 1:0, dzięki bramce von Heesena. Jednak w rewanżu nie dali szans rywalom zwyciężając 4:0, a gole w Pireusie strzelali Magath, Hrubesch, Rolff i Bastrup. W ćwierćfinale rywalem HSV był mistrz Związku Radzieckiego, Dynamo Kijów, prowadzony przez trenera Jurija Morozowa. 2 marca 1983 na stadionie w Tbilisi hat tricka ustrzelił Lars Bastrup przyczyniając się do wygranej 3:0. W rewanżu mistrzowie RFN przegrali 1:2 (gol Hartwiga), ale awansowali do 1/2 finału. Przeciwnikiem Niemców w tej fazie rozgrywek Real Sociedad, mistrz Hiszpanii. Na Estadio Anoeta był remis 1:1, a strzelcem bramki dla HSV był Rolff. W 75. minucie rewanżowego spotkania gola zdobył Dimitar Jakobs, jednak 5 minut później wyrównał Diego Alvárez. W 84. minucie wynik meczu ustalił von Heesen i Hamburger SV drugi raz w swojej historii awansował do finału Pucharu Europy Mistrzów Krajowych. W równoległym dwumeczu półfinału Juventus F.C. uporał się z Widzewem Łódź i to mistrz Włoch miał być przeciwnikiem Hamburger SV w finale. 25 maja 1983 roku na Stadionie Olimpijskim w Atenach już w 7. minucie Felix Magath pokonał bramkarza „Starej Damy”, Dino Zoffa. Włosi do końca meczu nie zdołali jednak odrobić strat i Hamburger SV zdobył Puchar Europy po raz pierwszy w swojej historii i stał się drugim niemieckim zespołem, który tego dokonał.

Finał Pucharu Mistrzów
| 25 maja 1983 | Hamburger SV | 1:0(1:0) | Juventus FC | Stadion Olimpijski, Ateny Widzów: 73 500 Sędzia: Nicolae Rainea (Rumunia) |
| 25 maja 1983 | Felix Magath 7' | 1:0(1:0) | | Stadion Olimpijski, Ateny Widzów: 73 500 Sędzia: Nicolae Rainea (Rumunia) |
| Uli Stein – Manfred Kaltz, Ditmar Jakobs, Holger Hieronymus, Bernd Wehmeyer, Jürgen Groh – Wolfgang Rolff, Felix Magath, Jürgen Milewski – Horst Hrubesch (kapitan), Lars Bastrup (56' Thomas von Heesen); Trener: Ernst Happel | Uli Stein – Manfred Kaltz, Ditmar Jakobs, Holger Hieronymus, Bernd Wehmeyer, Jürgen Groh – Wolfgang Rolff, Felix Magath, Jürgen Milewski – Horst Hrubesch (kapitan), Lars Bastrup (56' Thomas von Heesen); Trener: Ernst Happel |          | Dino Zoff – Claudio Gentile, Sergio Brio, Gaetano Scirea, Antonio Cabrini – Massimo Bonini, Michel Platini, Marco Tardelli, Zbigniew Boniek – Roberto Bettega, Paolo Rossi (56' Domenico Marrocchino); Trener: Giovanni Trapattoni | Dino Zoff – Claudio Gentile, Sergio Brio, Gaetano Scirea, Antonio Cabrini – Massimo Bonini, Michel Platini, Marco Tardelli, Zbigniew Boniek – Roberto Bettega, Paolo Rossi (56' Domenico Marrocchino); Trener: Giovanni Trapattoni |

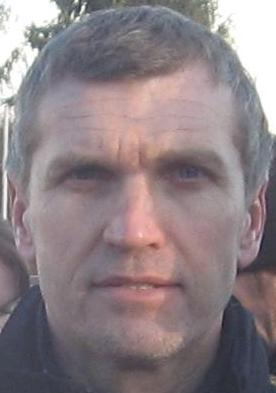
Thomas von Heesen, napastnik HSV w latach 80. i 90.

W Pucharze Interkontynentalnym, rozegranym w tym samym roku, Hamburger SV uległ 1:2 po dogrywce zdobywcy Copa Libertadores Grêmio Porto Alegre. Z kolei w Superpucharze Europy zremisowali 0:0 i przegrali 0:2 z Aberdeen. W sezonie 1983/1984 drużyna Happela do końca walczyła o tytuł mistrzowski, jednak utraciła go na rzecz VfB Stuttgart, tracąc do tej drużyny 4 punkty. Najlepszym strzelcem HSV po odejściu Hrubescha do Standardu Liège został Dieter Schatzschneider z 15 golami. Pierwszą rundę Pucharu Mistrzów HSV przeszedł, dzięki wycofaniu się Vllazni Szkodra. Przygodę z pucharem obrońcy tytułu zakończyli już w 1/8 finału na potyczkach z Dinamem Bukareszt. W Bukareszcie przegrali oni 0:3, a w rewanżu nie zdołali odrobić strat i wygrali 3:2, pomimo że do 80 minuty prowadzili 3:0 po dwóch golach Jakobsa i jednym von Heesena. W 1985 roku HSV był piąty w lidze, a w Pucharze UEFA najpierw przeszedł Southampton F.C. (0:0 i 2:0 po golach Kaltza i Szkota McGhee), a następnie CSKA Sofia (4:0 po dwóch bramkach von Heesena, jednej Magatha i McGhee oraz 2:1 po trafieniach Wuttke i McGhee). Odpadli w 1/8 finału po dwumeczu z Interem Mediolan. U siebie wicemistrz RFN zwyciężył 2:1 (bramki Schrödera i von Heesena), ale w rewanżu uległ 0:1. W 1986 roku HSV był siódmy, a w 1987 drugi w lidze za Bayernem. W tamtym roku zdobył też swój trzeci Puchar Niemiec po zwycięstwie 3:1 nad Stuttgarter Kickers.

### 1987–1999

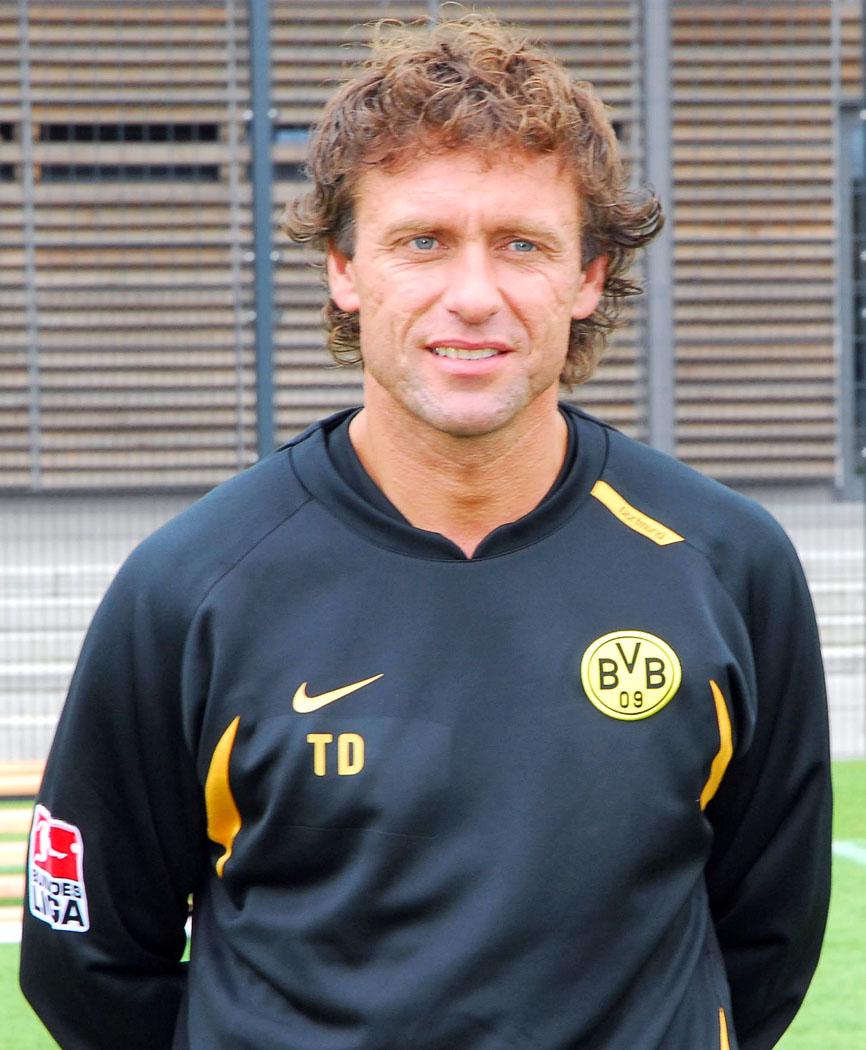
Thomas Doll, były piłkarz i trener HSV

Latem 1987 roku Ernst Happel powrócił do ojczyzny i został trenerem Tirolu Innsbruck, a nowym trenerem Hamburger SV został Josip Skoblar, ale jeszcze w tym samym roku został zmieniony przez byłego gracza „Die Rothosen”, Williego Reimanna. W sezonie 1987/1988 zajął 6. miejsce w lidze. W Pucharze Zdobywców Pucharów klub odpadł w 1/8 finału po dwóch porażkach 0:1 i 0:2 z Ajaksem Amsterdam. W 1989 roku gracze Reimanna byli czwarci w lidze, a sezonie 1989/1990 był ostatnim dla tego szkoleniowca w Hamburger SV. Został on zwolniony po zajęciu 11. pozycji w Bundeslidze i odpadnięciu w ćwierćfinale Pucharu UEFA z Juventusem (0:2 i 2:1 po golach Jana Furtoka i Andreasa Merkle). We wczseśniejszych rundach HSV eliminował kolejno Örgryte IS (2:1, 5:1), Real Saragossa (0:1, 2:0) i FC Porto (1:0, 1:2).
Następcą Reimanna w 1990 roku został Gerd-Volker Schock. Trener ten pracował w Hamburgu przez dwa sezony doprowadzając tamtejszy klub do 5. i 12. miejsca w Bundeslidze. W trzech kolejnych sezonach najlepszym strzelcem zespołu był Polak Jan Furtok. W czerwcu 1991 roku klub po tym, jak przeżywał kłopoty finansowe, sprzedał Thomasa Dolla do S.S. Lazio za 16 milionów marek, co było najdroższym wówczas transferem w historii HSV. W edycji 1991/1992 Pucharu UEFA Hamburger SV odpadł 1/8 finału dwukrotnie ulegając 1:2 i 1:4 czeskiej Sigmie Ołomuniec.
W latach 1992–1995 trenerem zespołu był Benno Möhlmann, ale w trzech kolejnych sezonach drużyna zajmowała miejsca poniżej dziesiątego – kolejno dwunaste, jedenaste i trzynaste. Następcą Möhlmanna w 1995 roku został Felix Magath, który był asystentem swojego poprzednika, a prezesem klubu wybrano innego byłego gracza „Die Rothosen”, Uwego Seelera. Na stanowisku pierwszego trenera klubu pracował dwa lata. W 1996 roku był z HSV piąty w lidze, ale rok później jego podpieczni zajęli 12. pozycję. Dodatkowo odpadli w 3. rundzie Pucharu UEFA po dwóch porażkach z AS Monaco 0:3 i 0:2. W 1997 roku szkoleniowcem klubu został Frank Pagelsdorf, a w 1998 roku rozpoczęto przebudowę stadionu Volksparkstadion. Do końca lat 90. piłkarze Hamburger SV nie osiągnęli większych sukcesów. W 1998 roku zajęli 9., a w 1999 7. miejsce w lidze.

### 1999–2010

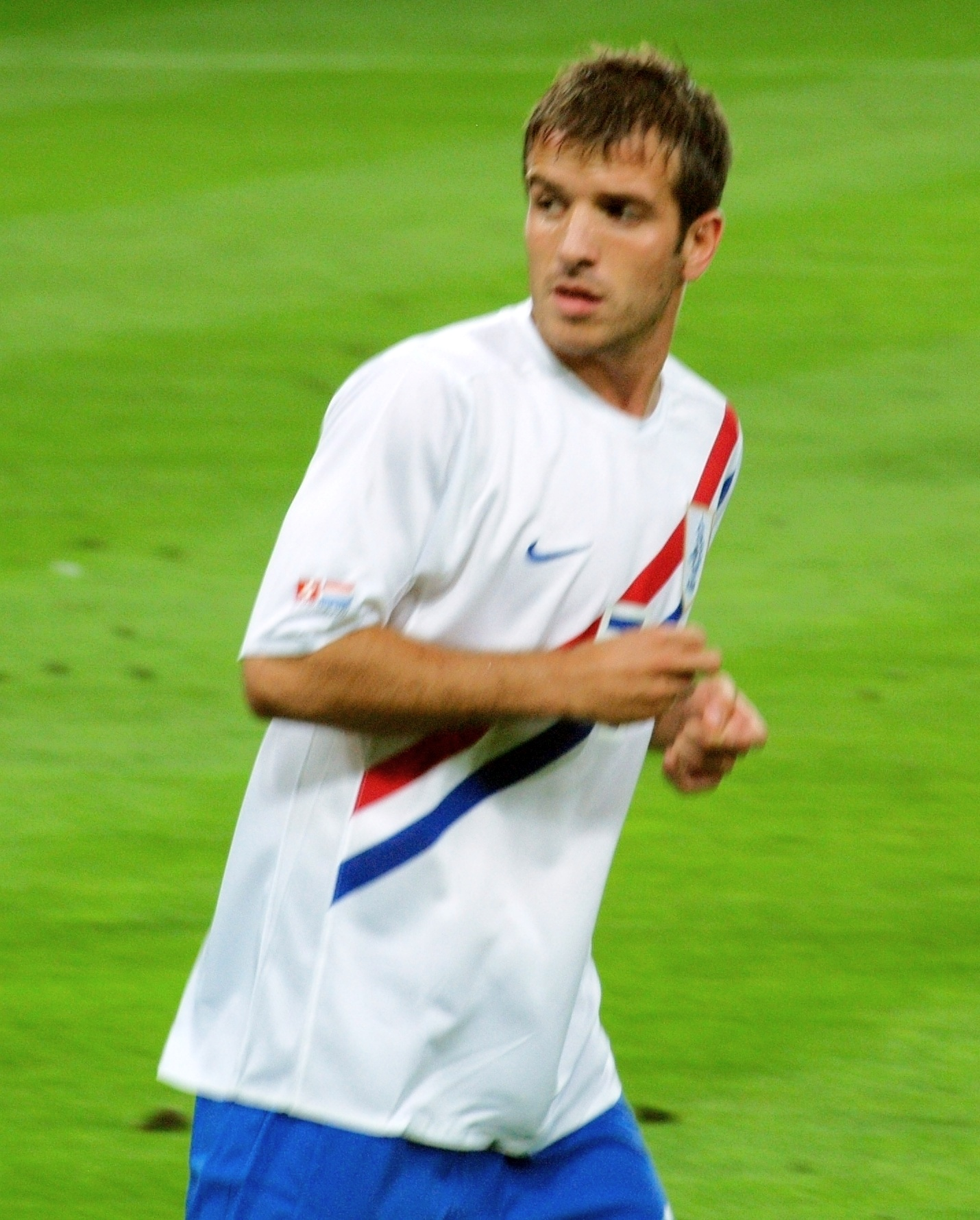
Rafael van der Vaart, czołowy piłkarz Hamburger SV w latach 2005–2008. Ponownie w klubie od 2012

Nowymi nabytkami Hamburger SV przed rozpoczęciem sezonu 1999/2000 byli między innymi dwaj Irańczycy Mehdi Mahdavikia i Vahid Hashemian, a także Chorwat Niko Kovač i napastnik VfL Wolfsburg Roy Präger. W 2000 roku zespół pod przewodnictwem Franka Pagelsdorfa zajął 3. miejsce w lidze za Bayernem Monachium i Bayerem 04 Leverkusen. Najlepszymi strzelcami tamtego sezonu byli Ghańczyk Anthony Yeboah, Präger i bramkarz Hans-Jörg Butt, który zaliczył 9 trafień, wszystkie z rzutów karnych. Latem 2000 zespół wzmocnili tacy zawodnicy jak Bośniak Sergej Barbarez z Borussii Dortmund, trzej Czesi Milan Fukal, Tomáš Ujfaluši i Marek Heinz czy reprezentant Danii Stig Tøfting. Zespół po raz pierwszy wystąpił w nowej edycji Ligi Mistrzów, a w eliminacjach trafił na Brøndby IF. W Kopenhadze wygrał 2:0 po golach Barbareza i Mahdavikii, a w rewanżu zremisował 0:0. W fazie grupowej przeciwnikiem hamburczyków były drużyny Juventusu, Panathinaikosu Ateny i Deportivo La Coruña. W pierwszym meczu grupowym HSV zremisował 4:4 u siebie ze Juventusem, a autorami bramek dla Hamburger SV byli Yeboah, Mahdavikia, Butt i Kovač. W 2. kolejce zespół uległ na wyjeździe Deportivo 1:2 (gol Barbareza), a w 3. u siebie Panathinaikosowi 0:1. W drugim spotkaniu z „Koniczynkami” w Atenach padł bezbramkowy remis, ale HSV wygrało w Turynie z „Juve” 3:1, dzięki golom Prägera, Yeboaha i Panadicia. W ostatniej kolejce fazy grupowej Niemcy zremisowali u siebie 1:1 z Deportivo (bramka Mahdavikii) i zajęli ostatecznie 3. miejsce w swojej grupie, a z Pucharu UEFA odpadli po dwóch porażkach 0:1 i 0:3 z Romą. W lidze zespół spisał się słabiej niż przed rokiem i zajął 13.lokatę. Królem strzelców Bundesligi z 22 golami został Sergej Barbarez.

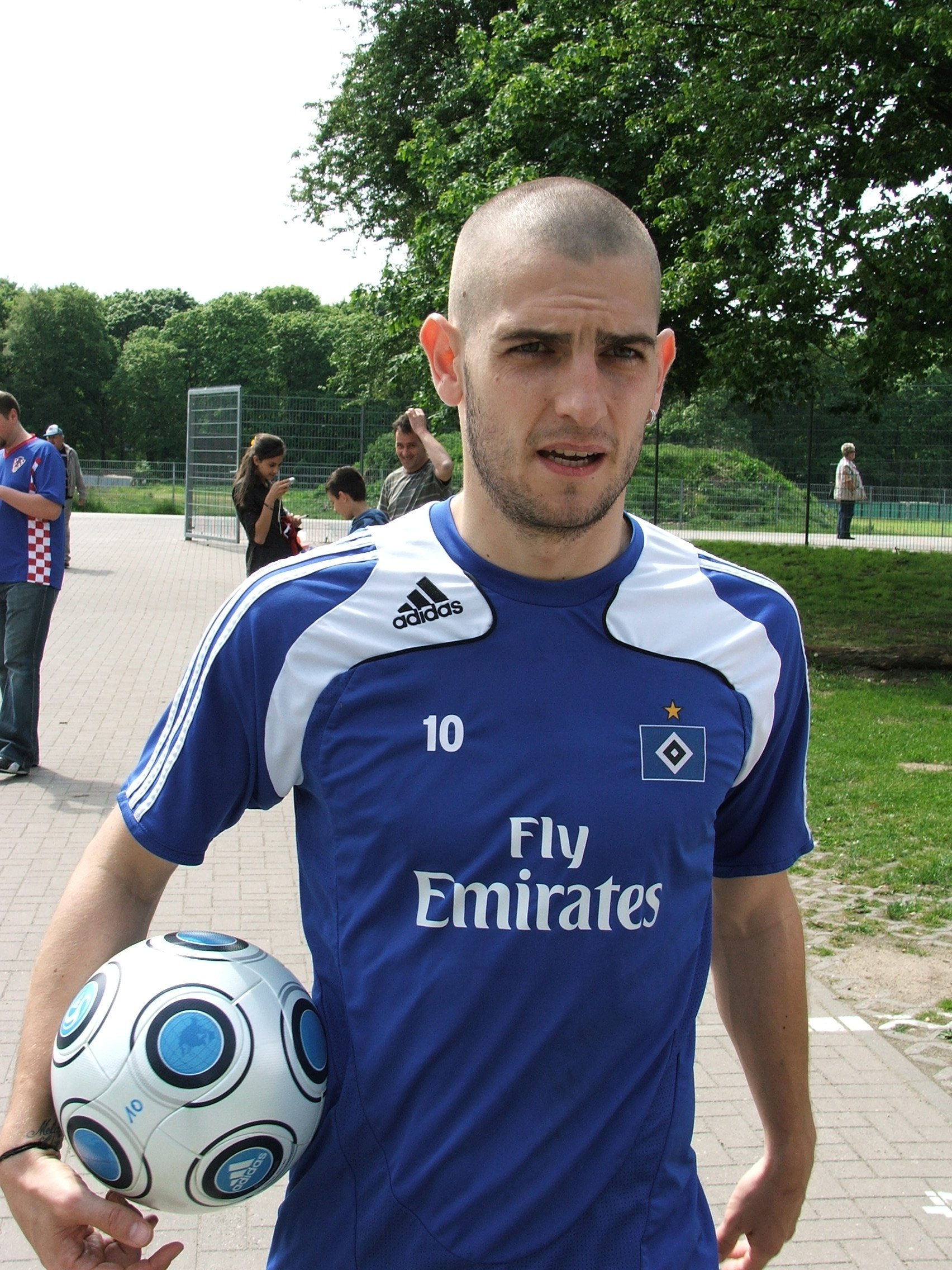
Mladen Petrić, czołowy strzelec HSV w latach 2008–2012

W 2001 roku odszedł trener Pagelsdorf, a w jego miejsce zatrudniono Austriaka Kurta Jarę. Z drużyny odeszli Yeboah, Butt, Kovač, Tøfting czy Hashemian, a w ich miejsce zakupiono między innymi Jörga Albertza z Rangers F.C., Bernarda Romeo z San Lorenzo de Almagro czy bramkarza Martina Pieckenhagena. W 2002 roku HSV był jedenasty w lidze, a w 2003 zajął 4. pozycję. W Pucharze UEFA grał tylko w jednej rundzie i odpadł z niego po dwumeczu z FK Dnipro (2:1, 0:3).
Jeszcze w 2003 roku zwolniono trenera Jarę, a za niego zatrudniono Klausa Toppmöllera. Z kolei od 2004 roku kolejnym szkoleniowcem klubu był dawny zawodnik HSV, Thomas Doll. Najlepszy strzelec HSV ostatnich trzech sezonów, Romeo, odszedł do RCD Mallorca, a Ujfaluši został sprzedany za 7,5 miliona euro do Fiorentiny. W zamian zakupiono Benjamina Lautha z TSV 1860 Monachium, Belgowie Daniela Van Buytena z Olympique Marsylia i Émile Lokonda Mpenza ze Standardu Liège oraz Piotra Trochowskiego z Bayernu Monachium i Khalida Boulahrouza z RKC Waalwijk. Drużyna zajęła 8. miejsce w sezonie 2004/2005, a najlepszym strzelcem z 11 golami został Barbarez.
Na sezon 2005/2006 Doll pozostał na stanowisku pierwszego trenera. W klubie ponownie nastąpiła wymiana kadry zawodników. Mpenza odszedł do katarskiego Ar-Rajjan, a Romeo wrócił z wypożyczenia do Mallorki, ale odszedł do Osasuny Pampeluna. Do drużyny przybyli za to dwaj czołowi zawodnicy Ajaksu Amsterdam, Rafael van der Vaart za 5,1 miliona euro i Nigel de Jong za 1,5 miliona euro, a także Kameruńczyk Timothée Atouba z Tottenhamu Hotspur. Van der Vaart był obok Barbareza najlepszym strzelcem sezonu, w którym Hamburger SV zajęło 3. miejsce kwalifikując się do fazy eliminacyjnej Ligi Mistrzów.

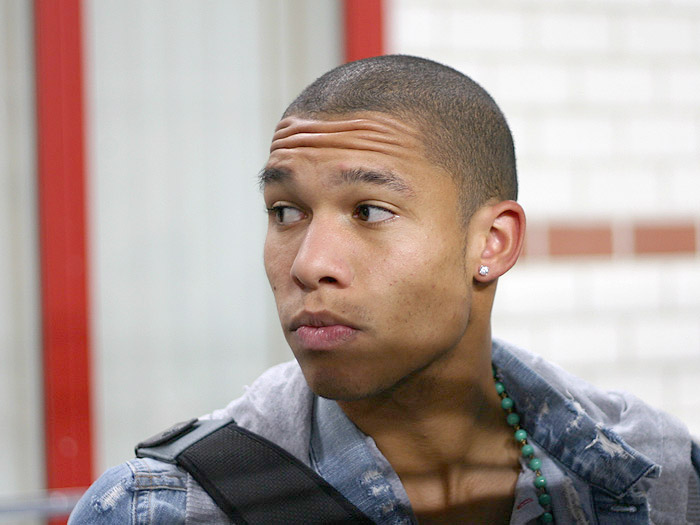
Nigel de Jong, gracz HSV w latach 2006–2009 i najdrożej sprzedany zawodnik w historii klubu

Przed rozpoczęciem sezonu sezon 2006/2007 w HSV doszło do kolejnych ruchów transferowych. Klub sprzedał za 8 milionów euro Van Buytena do Bayernu Monachium i za ponad 13 milionów Boulahrouza do Chelsea F.C. Natomiast Barbarez odszedł za darmo do Bayeru 04 Leverkusen. Natomiast do zespołu z Hamburga przybyli: Vincent Kompany z Anderlechtu za 8 milionów euro (stał się najdroższym piłkarzem zakupionym przez HSV), Joris Mathijsen z AZ Alkmaar za 6 milionów, Argentyńczyk Juan Pablo Sorín z Villarrealu, Peruwiańczyk José Paolo Guerrero z Bayernu, reprezentant Wybrzeża Kości Słoniowej Boubacar Sanogo z 1. FC Kaiserslautern, bramkarz Frank Rost z Schalke 04 Gelsenkirchen oraz chorwacki napastnik Ivica Olić z CSKA Moskwa. Tak wzmocniony HSV wystąpił w eliminacjach do Ligi Mistrzów. W pierwszym meczu eliminacyjnym zremisował 0:0 u siebie z Osasuną, a na wyjeździe 1:1 i dzięki zdobytej bramce w Pampelunie awansował po raz drugi w historii do fazy grupowej. W niej przeciwnikami hamburczyków były zespoły Arsenalu, FC Porto i CSKA Moskwa. Już w pierwszym spotkaniu w Hamburgu HSV uległ 1:2 Arsenalowi, a honorowego gola w 90. minucie zdobył Sanogo. W 2. kolejce HSV uległ w Moskwie CSKA 0:1, a w 3. kolejce przegrał 1:4 z FC Porto (gol Trochowskiego). W rewanżu z Portugalczykami na własnym stadionie Niemcy przegrali 1:3 (trafienie van der Vaarta), a w drugim meczu z Arsenalem ponieśli porażkę 1:2 (również bramka van der Vaarta). W ostatnim meczu w Lidze Mistrzów HSV wygrał 3:2 u siebie z CSKA po golach Besarta Berishy, van der Vaarta i Sanogo i tym samym zajął ostatnie miejsce w swojej grupie. W lidze HSV do lutego zajmował miejsce zagrożone spadkiem i wtedy zwolniono Dolla. W jego miejsce przybył Huub Stevens i doprowadził zespół do 7. miejsca w lidze.
Przed sezon 2007/2008 z zespołu Stevensa odszedł Sanogo (do Werderu Brema), a zakupiono czołowego zawodnika 1. FSV Mainz 05, Egipcjanina Mohameda Zidana. W lidze HSV był czwarty, a 14 goli zdobył Olić. Wystąpił także w rozgrywkach Pucharu UEFA. Przeszedł rundę eliminacyjną po meczach z Honvédem Budapeszt (0:0, 4:0), a w fazie grupowej pokonał 1:0 SK Brann, 3:0 Stade Rennes, 2:0 Dinamo Zagrzeb i zremisował 1:1 z FC Basel. W kolejnej rundzie przeszedł FC Zürich (3:1, 0:0), ale odpadł z 1/8 finału. Przegrał 0:1 w Leverkusen z Bayerem, a u siebie wygrał 3:2 (gole Trochowskiego, Guerrero i van der Vaarta).
W 2008 roku nowym trenerem HSV został Martin Jol. Przed sezonem odeszli Kompany do Manchesteru City, van der Vaart do Realu Madryt i Zidan do Borussii Dortmund. Z kolei nowymi nabytkami HSV zostali Thiago Neves z Fluminense Rio de Janeiro, Marcell Jansen z Bayernu czy Chorwat Mladen Petrić z Borussii. W zimowym oknie transferowym de Jong został sprzedany za 19,5 miliona euro do Manchesteru City stając się najdroższym sprzedanym zawodnikiem w historii klubu. Z kolei Brazylijczyk Neves odszedł do saudyjskiego Al-Hilal.

### od 2010
25 maja 2014 r. walne zgromadzenie większością 86,9 proc. zdecydowało o przekształceniu sekcji piłkarskiej w spółkę akcyjną o nazwie HSV Fußball AG. W odpowiedzi na ten fakt rozczarowani kibice założyli HFC Falke – wzorowany na F.C. United of Manchester. Po sezonie 2017/2018 HSV jako ostatni członek założyciel Bundesligi po 55 latach w Bundeslidze spadł do 2. Bundesligi.

## Sukcesy

### Trofea międzynarodowe
| \| \| Zdobyte trofea w rozgrywkach międzynarodowych (stan na: 2022-01-28) \| |                                                                     |      |            |
| Rozgrywki                                                                    | Osiągnięcie                                                         | Razy | Sezon(y)   |
| Puchar Interkontynentalny                                                    | zdobywca                                                            | –    |            |
| Puchar Interkontynentalny                                                    | finalista                                                           | 1    | 1983       |
| · Liga Mistrzów · (Puchar Europy)                                            | zdobywca                                                            | 1    | 1983       |
| · Liga Mistrzów · (Puchar Europy)                                            | finalista                                                           | 1    | 1980       |
| · Liga Europy · (Puchar UEFA)                                                | zdobywca                                                            | –    |            |
| · Liga Europy · (Puchar UEFA)                                                | finalista                                                           | 1    | 1982       |
| · Puchar Zdobywców                                                           | zdobywca                                                            | 1    | 1977       |
| · Puchar Zdobywców                                                           | finalista                                                           | 1    | 1968       |
| · Superpuchar UEFA                                                           | zdobywca                                                            | –    |            |
| · Superpuchar UEFA                                                           | finalista                                                           | 2    | 1977, 1983 |
| · Puchar Intertoto                                                           | zdobywca                                                            | 2    | 2005, 2007 |
| · Puchar Intertoto                                                           | finalista                                                           | 1    | 1999       |
| FIFA                                                                         | Zdobyte trofea w rozgrywkach międzynarodowych (stan na: 2022-01-28) |      |            |

### Trofea krajowe
| \| \| Zdobyte trofea w rozgrywkach Niemiec (stan na: 2021-05-23) \| |                                                            |      |                                                |
| Rozgrywki                                                           | Osiągnięcie                                                | Razy | Sezon(y)                                       |
| · Mistrzostwo                                                       | I miejsce                                                  | 6    | 1923**, 1928**, 1960**, 1979, 1982, 1983       |
| · Mistrzostwo                                                       | II miejsce                                                 | 8    | 1924, 1957, 1958, 1976, 1980, 1981, 1984, 1987 |
| · Mistrzostwo                                                       | III miejsce                                                | 2    | 2000, 2006                                     |
| Puchar                                                              | zdobywca                                                   | 3    | 1963, 1976, 1987                               |
| Puchar                                                              | finalista                                                  | 3    | 1956, 1967, 1974                               |
| Superpuchar                                                         | zdobywca                                                   | –    |                                                |
| Superpuchar                                                         | finalista                                                  | 1    | 1987                                           |
| · Puchar Ligi                                                       | zdobywca                                                   | 2    | 1973, 2003                                     |
| · Puchar Ligi                                                       | finalista                                                  | –    |                                                |
| Niemcy                                                              | Zdobyte trofea w rozgrywkach Niemiec (stan na: 2021-05-23) |      |                                                |

## Sezony
Hamburger SV do końca sezonu 2017/18 był jedynym klubem, który brał udział we wszystkich 55 rozegranych sezonach niemieckiej Bundesligi i nie zanotował z niej spadku.
| Sezon         | Miejsce | Bramki | Punkty | Średnia liczba widzów | Najlepszy strzelec                                      |
| ------------- | ------- | ------ | ------ | --------------------- | ------------------------------------------------------- |
| Bundesliga    |         |        |        |                       |                                                         |
| 1963/64       | 6       | 69:60  | 32     | 34 396                | 30 goli: Uwe Seeler                                     |
| 1964/65       | 11      | 46:56  | 27     | 35 446                | 14 goli: Uwe Seeler                                     |
| 1965/66       | 9       | 64:52  | 34     | 23 099                | 18 goli: Manfred Pohlschmidt                            |
| 1966/67       | 14      | 37:53  | 30     | 25 564                | 10 goli: Uwe Seeler                                     |
| 1967/68       | 13      | 51:54  | 33     | 18 560                | 12 goli: Uwe Seeler                                     |
| 1968/69       | 6       | 55:55  | 36     | 20 596                | 23 goli: Uwe Seeler                                     |
| 1969/70       | 6       | 57:54  | 35     | 17 219                | 17 goli: Uwe Seeler                                     |
| 1970/71       | 5       | 54:63  | 37     | 16 608                | 13 goli: Franz-Josef Hönig                              |
| 1971/72       | 10      | 52:52  | 33     | 17 337                | 11 goli: Uwe Seeler                                     |
| 1972/73       | 14      | 53:59  | 28     | 18 020                | 11 goli: Franz-Josef Hönig                              |
| 1973/74       | 12      | 53:62  | 31     | 24 087                | 8 goli: Georg Volkert                                   |
| 1974/75       | 4       | 55:38  | 43     | 31 433                | 8 goli: Horst Bertl / Willi Reimann                     |
| 1975/76       | 2       | 59:32  | 41     | 30 534                | 9 goli: Peter Nogly                                     |
| 1976/77       | 6       | 67:56  | 38     | 31 193                | 15 goli: Willi Reimann                                  |
| 1977/78       | 10      | 61:67  | 34     | 30 046                | 14 goli: Ferdinand Keller                               |
| 1978/79       | 1       | 78:32  | 49     | 40 377                | 17 goli: Kevin Keegan                                   |
| 1979/80       | 2       | 86:35  | 48     | 35 868                | 21 goli: Horst Hrubesch                                 |
| 1980/81       | 2       | 73:43  | 49     | 31 739                | 17 goli: Horst Hrubesch                                 |
| 1981/82       | 1       | 95:45  | 48     | 33 930                | 27 goli: Horst Hrubesch                                 |
| 1982/83       | 1       | 79:33  | 52     | 28 345                | 18 goli: Horst Hrubesch                                 |
| 1983/84       | 2       | 75:36  | 48     | 27 614                | 15 goli: Dieter Schatzschneider                         |
| 1984/85       | 5       | 58:49  | 37     | 22 048                | 15 goli: Thomas von Heesen                              |
| 1985/86       | 7       | 52:35  | 39     | 18 133                | 11 goli: Heinz Gründel                                  |
| 1986/87       | 2       | 69:37  | 47     | 22 312                | 12 goli: Thomas von Heesen                              |
| 1987/88       | 6       | 63:68  | 37     | 15 115                | 11 goli: Bruno Labbadia                                 |
| 1988/89       | 4       | 60:36  | 43     | 14 934                | 15 goli: Uwe Bein                                       |
| 1989/90       | 11      | 39:46  | 31     | 18 381                | 10 goli: Jan Furtok                                     |
| 1990/91       | 5       | 60:38  | 40     | 24 164                | 20 goli: Jan Furtok                                     |
| 1991/92       | 12      | 32:43  | 34     | 20 843                | 8 goli: Jan Furtok / Armin Eck                          |
| 1992/93       | 11      | 42:44  | 31     | 23 700                | 8 goli: Karsten Bäron                                   |
| 1993/94       | 12      | 48:52  | 34     | 31 330                | 14 goli: Thomas von Heesen                              |
| 1994/95       | 13      | 43:50  | 29     | 30 523                | 9 goli: Jörg Albertz                                    |
| 1995/96       | 5       | 52:47  | 50     | 28 568                | 14 goli: Harald Spörl                                   |
| 1996/97       | 13      | 46:60  | 41     | 29 519                | 8 goli: Harald Spörl                                    |
| 1997/98       | 9       | 38:46  | 44     | 32 272                | 10 goli: Hasan Salihamidžić                             |
| 1998/99       | 7       | 47:46  | 50     | 22 795                | 14 goli: Anthony Yeboah                                 |
| 1999/00       | 3       | 63:39  | 59     | 40 080                | 9 goli: Hans-Jörg Butt / Roy Präger / Anthony Yeboah    |
| 2000/01       | 13      | 58:58  | 41     | 41 466                | 22 gole: Sergej Barbarez                                |
| 2001/02       | 11      | 51:57  | 40     | 42 827                | 8 goli: Bernardo Romeo                                  |
| 2002/03       | 4       | 46:36  | 56     | 44 680                | 14 goli: Bernardo Daniel Romeo                          |
| 2003/04       | 8       | 47:60  | 49     | 46 495                | 11 goli: Bernardo Daniel Romeo                          |
| 2004/05       | 8       | 55:50  | 51     | 47 060                | 11 goli: Sergej Barbarez                                |
| 2005/06       | 3       | 53:30  | 68     | 52 630                | 9 goli: Rafael van der Vaart / Sergej Barbarez          |
| 2006/07       | 7       | 43:37  | 45     | 55 262                | 8 goli: Rafael van der Vaart                            |
| 2007/08       | 4       | 47:26  | 54     | 56 035                | 14 goli: Ivica Olić                                     |
| 2008/09       | 5       | 49:47  | 61     | 54 820                | 12 goli: Mladen Petrić                                  |
| 2009/10       | 7       | 56:41  | 52     | 55 242                | 8 goli: Mladen Petrić                                   |
| 2010/11       | 8       | 46:52  | 45     | 54 446                | 11 goli: Mladen Petrić                                  |
| 2011/12       | 15      | 35:57  | 36     | 53 436                | 7 goli: Mladen Petrić                                   |
| 2012/13       | 7       | 42:53  | 48     | 52 917                | 12 goli: Artjoms Rudnevs, Heung-min Son                 |
| 2013/14       | 16      | 51:75  | 27     | 51 771                | 13 goli: Pierre-Michel Lasogga                          |
| 2014/15       | 16      | 25:50  | 35     | 53 252                | 4 gole: Rafael van der Vaart, Pierre-Michel Lasogga     |
| 2015/16       | 10      | 40:46  | 41     | 53 700                | 9 goli: Nicolai Müller                                  |
| 2016/17       | 14      | 33:61  | 38     | 52 341                | 5 goli: Nicolai Müller, Michael Gregoritsch, Bobby Wood |
| 2017/18       | 17      | 29:53  | 31     | 50 657                | 6 goli: Lewis Holtby                                    |
| 2. Bundesliga |         |        |        |                       |                                                         |
| 2018/19       | 4       | 45:42  | 56     | 48 864                | 13 goli: Pierre-Michel Lasogga                          |
| 2019/20       | 4       | 62:46  | 54     | 33 400                | 11 goli: Sonny Kittel                                   |
| 2020/21       | 4       | 71:44  | 58     |                       | 24 gole: Simon Terodde                                  |
| 2021/22       | 3       | 67:35  | 60     |                       | 22 gole: Robert Glatzel                                 |
| 2022/23       | 3       | 70:45  | 66     | 53 529                | 19 goli: Robert Glatzel                                 |
| 2023/24       | 4       | 64:44  | 58     |                       | 22 gole: Robert Glatzel                                 |
| 2024/25       | 2       | 78:44  | 59     |                       | 22 gole: Davie Selke                                    |

## Rekordy w Bundeslidze
Stan na 25 lutego 2017.
- Najwyższe zwycięstwo u siebie: 8:0 z Karlsruher SC, 12 lutego 1966
- Najwyższa porażka u siebie: 0:5 z Bayernem Monachium, 4 maja 1974
- Najwyższe zwycięstwo na wyjeździe: 6:0 z Herthą BSC, 5 kwietnia 1980, 6:0 z Fortuną Düsseldorf, 7 lipca 1982, 6:0 z Eintrachtem Frankfurt, 13 kwietnia 1991
- Najwyższa porażka na wyjeździe: 0:8 z Bayernem Monachium, 25 lutego 2017
- Najwięcej goli w jednym meczu: 4 – Horst Hrubesch 6:1 z Fortuną Düsseldorf, 2 lutego 1982, Manfred Pohlschmidt 8:0 z Karlsruher SC, 12 lutego 1966
- Jako jedyny klub grał w Bundeslidze od jej założenia w 1963 roku do pierwszego w historii klubu spadku w 2018 roku

## Piłkarze

### Medaliści mistrzostw świata grający w HSV
- złoci 

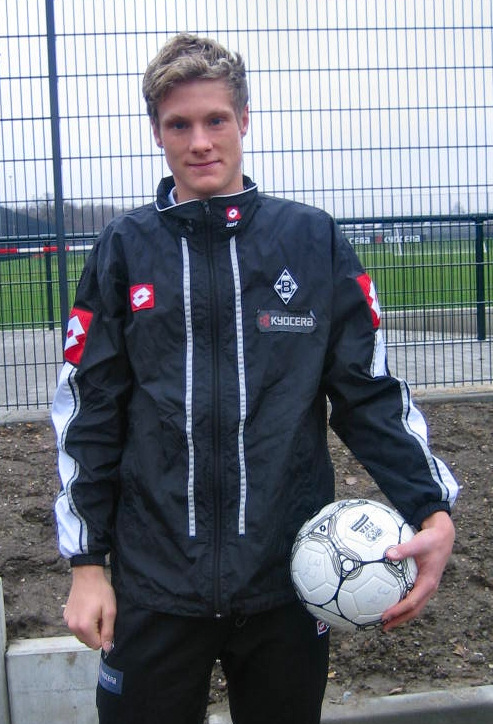
Marcell Jansen, były gracz HSV, medalista MŚ i ME.

  - Fritz Laband, Josef Posipal  RFN – MŚ 1954
  - Franz Beckenbauer  RFN – MŚ 1974
  - Uwe Bein  RFN – MŚ 1990
- srebrni 
  - Franz Beckenbauer, Werner Krämer, Willi Schulz, Uwe Seeler  RFN – MŚ 1966
  - Holger Hieronymus, Horst Hrubesch, Manfred Kaltz, Felix Magath  RFN – MŚ 1982
  - Ditmar Jakobs, Felix Magath, Wolfgang Rolff, Uli Stein  RFN – MŚ 1986
  - Oliver Bierhoff, Hans-Jörg Butt  Niemcy – MŚ 2002
  - Khalid Boulahrouz, Nigel de Jong, Joris Mathijsen, Rafael van der Vaart  Holandia – MŚ 2010
- brązowi 
  - Rudolf Noack  III Rzesza – MŚ 1934
  - Franz Beckenbauer, Willi Schulz, Uwe Seeler  RFN – MŚ 1970
  - Waldemar Matysik  Polska – MŚ 1982
  - Martin Dahlin  Szwecja – MŚ 1994
  - Marcell Jansen  Niemcy – MŚ 2006
  - Dennis Aogo, Jérôme Boateng, Marcell Jansen, Piotr Trochowski  Niemcy – MŚ 2010

### Medaliści mistrzostw Europy grający w HSV
- złoci 
  - Franz Beckenbauer  RFN – Euro 72

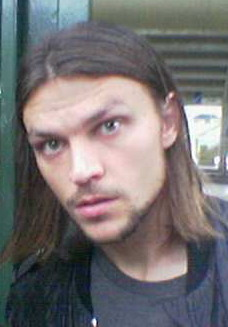
Czech Tomáš Ujfaluši, brązowy medalista Euro 2004, grający w HSV na początku XXI wieku.

  - Horst Hrubesch, Manfred Kaltz, Felix Magath, Caspar Memering  RFN – Euro 80
  - John Jensen  Dania – Euro 92
  - Markus Babbel, Oliver Bierhoff, René Schneider  Niemcy – Euro 96
- srebrni 
  - Franz Beckenbauer, Manfred Kaltz, Rudolf Kargus, Peter Nogly  RFN – Euro 76
  - Thomas Doll  Niemcy – Euro 92
  - Marcell Jansen  Niemcy – Euro 2008
- brązowi 
  - Wolfgang Rolff, Wolfram Wuttke  RFN – Euro 88
  - Martin Dahlin  Szwecja – Euro 92
  - Marek Heinz, Tomáš Ujfaluši  Czechy, Rafael van der Vaart  Holandia – Euro 2004

### Królowie strzelców pierwszej ligi w barwach HSV
Królowie strzelców pierwszej ligi grający w zespole HSV:
| Zawodnik        | Sezon     | Gole    |
| --------------- | --------- | ------- |
| Uwe Seeler      | 1963–1964 | 30 goli |
| Horst Hrubesch  | 1981–1982 | 27 goli |
| Sergej Barbarez | 2000–2001 | 22 gole |

### Ranking strzelców HSV
Stan na 13 sierpnia 2023
| Zawodnik          | Gole | Mecze |
| ----------------- | ---- | ----- |
| Uwe Seeler        | 137  | 239   |
| Thomas von Heesen | 99   | 368   |
| Horst Hrubesch    | 96   | 159   |
| Manfred Kaltz     | 76   | 581   |
| Sergej Barbarez   | 66   | 174   |

### Najwięcej meczów ligowych w HSV
Stan na 13 sierpnia 2023
| Zawodnik          | Mecze | Gole |
| ----------------- | ----- | ---- |
| Manfred Kaltz     | 581   | 76   |
| Thomas von Heesen | 368   | 99   |
| Ditmar Jakobs     | 323   | 27   |
| Harald Spörl      | 321   | 60   |
| Peter Nogly       | 320   | 38   |

### Obecny skład
Stan na 31 sierpnia 2023 r.
| Nr | Poz. | Piłkarz                                     |
| -- | ---- | ------------------------------------------- |
| 1  | BR   | Daniel Heuer Fernandes                      |
| 2  | OB   | William Mikelbrencis                        |
| 3  | OB   | Moritz Heyer                                |
| 4  | OB   | Sebastian Schonlau (Kapitan)                |
| 5  | OB   | Dennis Hadžikadunić (Wypożyczony z Rostowa) |
| 6  | PO   | Łukasz Poręba (Wypożyczony z Lens)          |
| 7  | NA   | Jean-Luc Dompé                              |
| 8  | PO   | László Bénes                                |
| 9  | NA   | Robert Glatzel                              |
| 10 | PO   | Immanuel Pherai                             |
| 11 | NA   | Ransford-Yeboah Königsdörffer               |
| 12 | BR   | Tom Mickel                                  |
| 13 | OB   | Guilherme Ramos                             |
| 14 | PO   | Ludovit Reis                                |
| 17 | PO   | Xavier Amaechi                              |
| 18 | PO   | Bakery Jatta                                |
| 19 | BR   | Matheo Raab                                 |

| Nr | Poz. | Piłkarz                                           |
| -- | ---- | ------------------------------------------------- |
| 20 | NA   | András Németh                                     |
| 21 | PO   | Levin Öztunalı                                    |
| 22 | OB   | Ignace Van Der Brempt (Wypożyczony z RB Salzburg) |
| 23 | PO   | Jonas Meffert                                     |
| 28 | OB   | Miro Muheim                                       |
| 31 | OB   | Maximilian Rohr                                   |
| 34 | OB   | Jonas David                                       |
| 35 | OB   | Stephan Ambrosius                                 |
| 36 | PO   | Anssi Suhonen                                     |
| 37 | OB   | Valon Zumberi                                     |
| 41 | PO   | Omar Megeed                                       |
| 42 | PO   | Ogechika Heil                                     |
| 43 | OB   | Bent Andresen                                     |
| 44 | OB   | Mario Vušković                                    |
| 45 | NA   | Tom Sanne                                         |
| 46 | PO   | Elijah Krahn                                      |
| 47 | OB   | Nicolas Oliveira                                  |

## Trenerzy

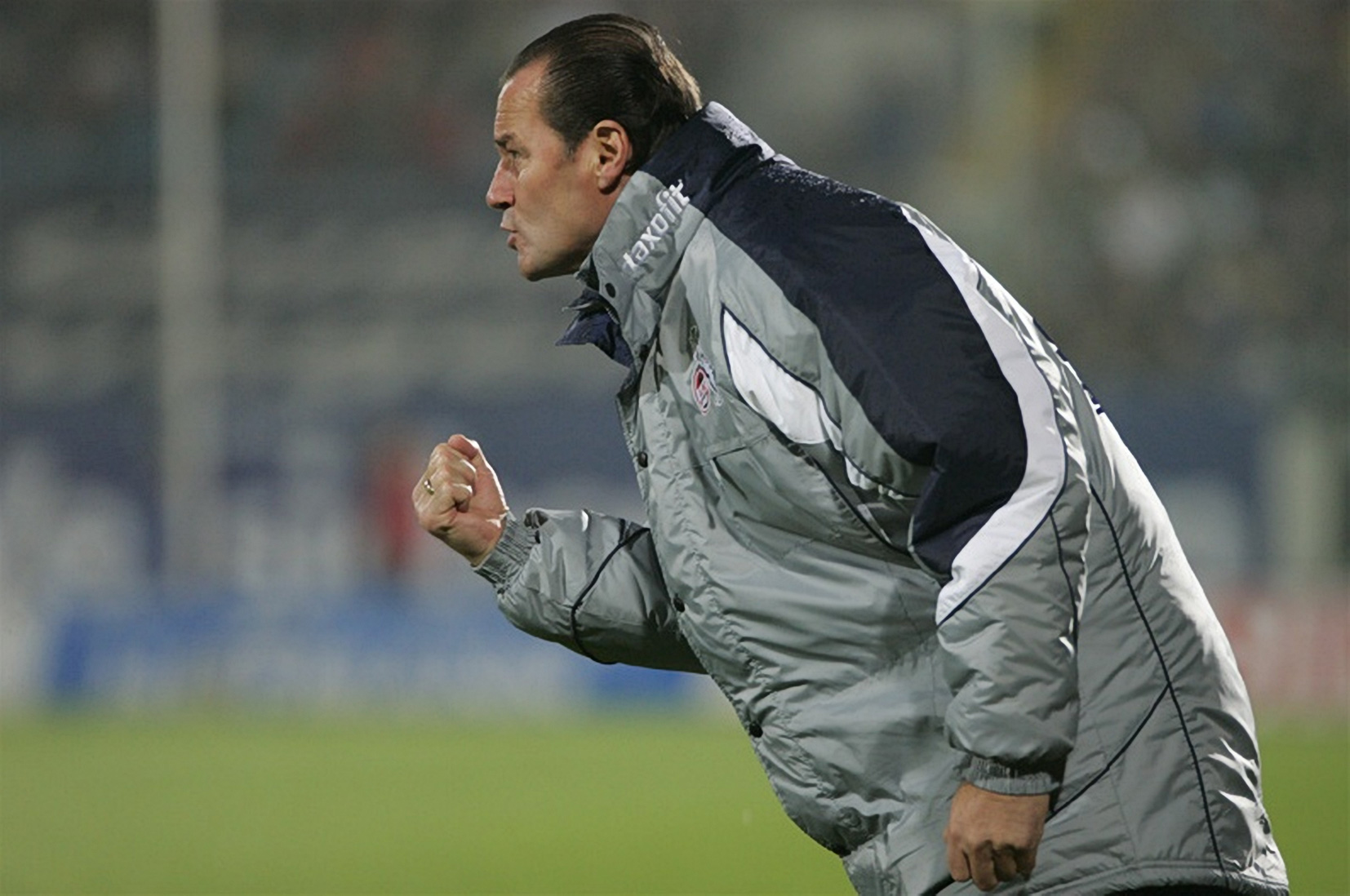
Huub Stevens, jeden z dwóch holenderskich trenerów pracujących w HSV

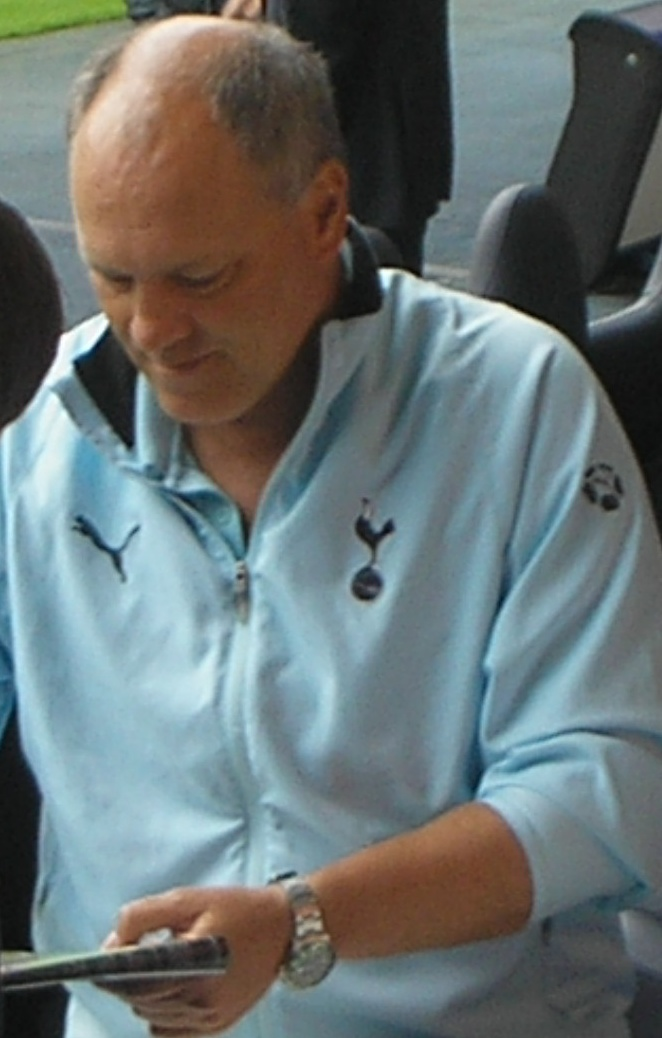
Martin Jol, trener Hamburger SV w latach 2008–2009

Chronologiczny spis trenerów Hamburger SV od czasu zakończenia II wojny światowej.
| Lp. | Imię i nazwisko              | Okres urzędowania | Okres urzędowania |
| --- | ---------------------------- | ----------------- | ----------------- |
| 1.  | Hans Tauchert                | 1945              | 1949              |
| 2.  | Georg Knöpfle                | 1949              | 1954              |
| 3.  | Martin Wilke Günter Mahlmann | 1954              | 1956              |
| 4.  | Günter Mahlmann              | 1956              | 1962              |
| 5.  | Martin Wilke                 | 1962              | 1964              |
| 6.  | Georg Gawliczek              | 1964              | 1966              |
| 7.  | Josef Schneider              | 1966              | 1967              |
| 8.  | Kurt Koch                    | 1967              | 1969              |
| 9.  | Georg Knöpfle                | 1969              | 1970              |
| 10. | Klaus-Dieter Ochs            | 1970              | 1973              |
| 11. | Kuno Klötzer                 | 1973              | 1977              |
| 12. | Rudi Gutendorf               | 1977              | 1977              |
| 13. | Arkoç Özcan                  | 1977              | 1978              |
| 14. | Branko Zebec                 | 1978              | 1980              |
| 15. | Aleksandar Ristić            | 1981              | 1981              |
| 16. | Ernst Happel                 | 1981              | 1987              |
| 17. | Josip Skoblar                | 1987              | 1987              |
| 18. | Willi Reimann                | 1987              | 1990              |
| 19. | Gerd-Volker Schock           | 1990              | 1992              |
| 20. | Egon Coordes                 | 1992              | 1992              |
| 21. | Benno Möhlmann               | 1992              | 1995              |
| 22. | Felix Magath                 | 1995              | 1997              |
| 23. | Ralf Schehr                  | 1997              | 1997              |

| Lp. | Imię i nazwisko         | Okres urzędowania | Okres urzędowania |
| --- | ----------------------- | ----------------- | ----------------- |
| 24. | Frank Pagelsdorf        | 1997              | 2001              |
| 25. | Holger Hieronymus       | 2001              | 2001              |
| 26. | Kurt Jara               | 2001              | 2003              |
| 27. | Klaus Toppmöller        | 2003              | 2004              |
| 28. | Thomas Doll             | 2004              | 2007              |
| 29. | Huub Stevens            | 2007              | 2008              |
| 30. | Martin Jol              | 2008              | 2009              |
| 31. | Bruno Labbadia          | 2009              | 2010              |
| 32. | Ricardo Moniz           | 2010              | 2010              |
| 33. | Armin Veh               | 2010              | 2011              |
| 34. | Michael Oenning         | 2011              | 2011              |
| 35. | Rodolfo Esteban Cardoso | 2011              | 2011              |
| 36. | Thorsten Fink           | 2011              | 2013              |
| 37. | Rodolfo Esteban Cardoso | 2013              | 2013              |
| 38. | Bert van Marwijk        | 2013              | 2014              |
| 39. | Mirko Slomka            | 2014              | 2014              |
| 40. | Josef Zinnbauer         | 2014              | 2015              |
| 41. | Peter Knäbel            | 2015              | 2015              |
| 42. | Bruno Labbadia          | 2015              | 2016              |
| 43. | Markus Gisdol           | 2016              | 2018              |
| 44. | Bernd Hollerbach        | 2018              | 2018              |
| 45. | Christian Titz          | 2018              | 2018              |
| 46. | Hannes Wolf             | 2018              | 2019              |
| 47. | Dieter Hecking          | 2019              | 2020              |
| 48. | Daniel Thioune          | 2020              | 2021              |
| 49. | Horst Hrubesch          | 2021              | 2021              |
| 50. | Tim Walter              | 2021              |                   |

## Prezesi klubu
Chronologiczny spis prezesów Hamburger SV od 1919 roku:
| Lp. | Imię i nazwisko        | Okres urzędowania | Okres urzędowania |
| --- | ---------------------- | ----------------- | ----------------- |
| 1.  | Otto Wulf              | 1919              | 1919              |
| 2.  | Johannes Lenzen        | 1919              | 1920              |
| 3.  | Walter Möller          | 1920              | 1920              |
| 4.  | Henry Barrelet         | 1920              | 1923              |
| 5.  | Carl Staelin           | 1923              | 1924              |
| 6.  | Arthur von Seckendorff | 1924              | 1925              |
| 7.  | Carl Staelin           | 1925              | 1927              |
| 8.  | Arthur von Seckendorff | 1927              | 1927              |
| 9.  | Paul Hauenschild       | 1927              | 1928              |
| 10. | Emil Martens           | 1928              | 1936              |
| 11. | Carl Mechlen           | 1936              | 1939              |
| 12. | Helmut Schwarz         | 1939              | 1941              |
| 13. | Carl Mechlen           | 1941              | 1949              |
| 14. | Paul Hauenschild       | 1949              | 1950              |
| 15. | Carl Compart           | 1950              | 1951              |
| 16. | Carl-Heinz Mahlmann    | 1951              | 1965              |
| 17. | Carl Mechlen           | 1966              | 1968              |
| 18. | Horst Barrelet         | 1968              | 1973              |

| Lp. | Imię i nazwisko    | Okres urzędowania | Okres urzędowania |
| --- | ------------------ | ----------------- | ----------------- |
| 19. | Peter Krohn        | 1973              | 1975              |
| 20. | Paul Benthien      | 1975              | 1979              |
| 21. | Wolfgang Klein     | 1979              | 1987              |
| 22. | Ernst Naumann      | 1987              | 1990              |
| 23. | Horst Becker       | 1990              | 1990              |
| 24. | Jürgen Hunke       | 1990              | 1993              |
| 25. | Ronald Wulff       | 1993              | 1995              |
| 26. | Uwe Seeler         | 1995              | 1998              |
| 27. | Werner Hackmann    | 1998              | 1998              |
| 28. | Rolf Mares         | 1998              | 1999              |
| 29. | Werner Hackmann    | 1999              | 2002              |
| 30. | Ronald Wulff       | 2002              | 2003              |
| 31. | Bernd Hoffmann     | 2003              | 2011              |
| 32. | Carl-Edgar Jarchow | 2011              | 2015              |
| 33. | Jens Meier         | 2015              | 2018              |
| 34. | Bernd Hoffmann     | 2018              | 2018              |
| 35. | Thomas Schulz      | 2018              | 2019              |
| 36. | Marcell Jansen     | 2019              | urzęduje          |

## Stadion

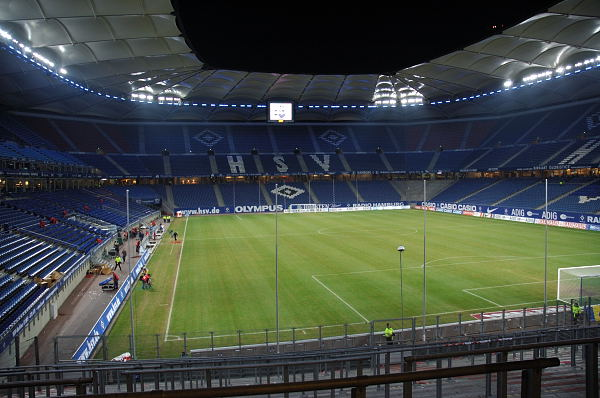
Volksparkstadion

Stadion oddano do użytku w 1953 jako Volksparkstadion. W trakcie Mistrzostw Świata w 1974 rozgrywano na nim mecze pierwszej grupy, w tym spotkanie RFN – NRD, przegrane przez gospodarzy, późniejszych Mistrzów Świata, 0:1 i dające ekipie NRD I. miejsce w grupie. Podczas Mistrzostw Europy, 21 czerwca 1988 rozegrano na nim jeden z meczów półfinałowych pomiędzy gospodarzami a przyszłymi zdobywcami trofeum – Holandią, przegrany przez Niemców 1:2.
W latach 1998–2000 został przebudowany kosztem 97 milionów euro i w 2000 roku oddany do użytku. Na inaugurację został na nim rozegrany mecz Niemcy – Grecja. Po przebudowie stadion posiada 57.274 miejsc, w tym 50.000 siedzących oraz 50 lóż (wcześniej jego widownia mogła pomieścić 61.200 widzów). W 2001 roku został przemianowany na AOL Arena. Za umieszczenie swojej nazwy w nazwie stadionu firma AOL zapłaciła 15,3 miliona euro. 4 lipca 2007 stadion został przemianowany na HSH Nordbank Arena, a dawcą nazwy jest HSH Nordbank, który zapłacił za zmianę 25 milionów euro.
W 2006 roku odbyły się tu mecze Mistrzostw Świata w 2006 – spotkania grupowe grupy czwartej oraz jedno ze spotkań ćwierćfinałowych. Na czas rozgrywania MŚ stadion został przemianowany na „FIFA WM-Stadion Hamburg”.
W 2010 roku na HSH Nordbank Arena odbył się finał Ligi Europy edycji 2009/2010.
W lipcu 2010 stadion przemianowano na Imtech Arena. 22 stycznia 2015 powrócono do nazwy Volksparkstadion.

## Kibice i rywale
Zanim w 1998 roku rozpoczęto przebudowę Volksparkstadion, najzagorzalsi kibice Hamburger SV, w tym także prawicowe i chuligańskie frakcje „Hamburg Ultras” i „Die Löwen”, zasiadali na zachodniej trybunie zwanej „Westkurve”. W 2000 roku po przebudowie obiektu zarząd HSV postanowił wyznaczyć dla kibiców Północną Trybunę zwaną „Nordtribüne” lub „Nordkurve”. Przedstawiciele stowarzyszenia kibiców wynegocjowali z władzami klubu, że na meczach Bundesligi, trybuna ta nie będzie posiadać krzesełek.
Rywalem Hamburger SV jest drużyna Werderu Brema. Oba miasta, Hamburg i Brema leżą na północy kraju i są największymi miastami tego regionu, stąd też wzięła się rywalizacja obu drużyn. Trwa ona jeszcze od czasów przedwojennych, gdy drużyny rywalizowały w rozgrywkach o mistrzostwo Niemiec Północnych, a mecze pomiędzy tymi zespołami nazywane są Nordderby (Derby Północy). Wrogo nastawieni do siebie są także kibice obu drużyn. 17 października 1982 roku przed meczem w Hamburgu zginął kibic Werderu, Adrian Maleika (pochodził z Polski). 16-latek który zginął na skutek uderzenia cegłą w głowę przez fanów HSV, był pierwszą osobą w Niemczech która zginęła podczas chuligańskich porachunków. Śmierć kibica spowodowała wówczas zamieszki z policją. Innym rywalem Hamburger SV jest FC St. Pauli, drużyna z Hamburga, mająca siedzibę w dzielnicy o takiej samej nazwie. Mecze pomiędzy HSV a St. Pauli nazywane są Derbami Hamburga.
Niektóre frakcje kibiców Hamburger SV przyjaźnią z frakcjami innych klubów niemieckich. Są to: Hannover 96 i Arminia Bielefeld. Od lat istnieje także przyjaźń kibiców HSV z fanami szkockiego Rangers F.C. Przyjaźń ta narodziła się w 1977, gdy kibice HSV utworzyli w Hamburgu fanclub Rangersów, zwany Hamburg Loyal Rangers Supporters Club. Inna przyczyna przyjaźni obu klubów wywodzi się z sojuszu kibiców Celtiku i FC St. Pauli, czyli rywali odpowiednio Rangersów i Hamburger SV.

## Herb klubu
Herb klubu pochodzi z 1919 roku, kiedy to doszło do fuzji trzech klubów z Hamburga, SC Germania von 1887, Hamburger FC 1888 oraz FC Falke 1906. Kolory niebieski, czarny i biały zostały zapożyczone z dawnych herbów tamtych zespołów. Z kolei kształty „diamentów” (lub rombów) zapożyczono ze znaczków armatorów statków, którzy często używali w nich kształty geometryczne. W latach 90. jedna z gazet odkryła raport z 1957 roku, który przedstawiał, iż twórcą klubowego herbu jest Henry Lütjens, syn jednego z klubowych dawnych oficjeli.

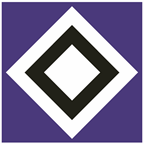
1950–1978
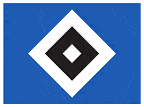
Od 1978

## Sponsorzy
Obecnie głównym sponsorem klubu są linie lotnicze Emirates Airline ze Zjednoczonych Emiratów Arabskich i logo tej firmy widnieje na koszulkach HSV. Sponsorami strategicznymi Hamburger SV są także nadawca telewizyjny NDR, producent piwa König Pilsener, baza inwestycyjna NAGA, koncern samochodowy Audi, firma ubezpieczeniowa HanseMerkur, zakłady bukmacherskie Tipico oraz producent elektroniki użytkowej Philips a stroje dostarcza Adidas.
Przed Emirates Airline głównymi sponsorami klubu (w kolejności chronologicznej) były: producent sprzętu elektronicznego Hitachi, koncern naftowy BP, magazyn telewizyjny TV Spielfilm, koncern Hyundai i fundusz inwestycyjny Adig.

## Inne sekcje sportowe

### Piłka nożna kobiet
Żeńska drużyna piłkarska Hamburger SV została założona w 1970 roku. Swój pierwszy sukces osiągnęła w 1976 roku, gdy wygrała mistrzostwa Hamburga. Z kolei w 1979 roku zdobyła swój pierwszy Puchar Hamburga. Mistrzem miasta była jeszcze trzykrotnie, a tamtejszy puchar zdobywała jeszcze dziewięciokrotnie. W 1997 roku drużyna awansowała po raz pierwszy w historii do Bundesligi, jednak pobyt w najwyższej klasie rozgrywkowej trwał rok. W 2001 roku ponownie nastąpił awans do pierwszej ligi i ponownie zespół grał w niej przez jeden sezon. Od 2003 do 2012 roku zespół występował w pierwszej lidze. W 2002 roku awansował do finału Pucharu Niemiec, jednak przegrał w nim 0:5 z 1. FFC Frankfurt. Po sezonie 2011/12 drużynę z powodów finansowych wycofano z Bundesligi. Aktualnie drużyna występuje w Oberliga-Nord (IV poziom).

#### Skład na sezon 2008/09
| Nr | Poz. | Piłkarz             |
| -- | ---- | ------------------- |
| 1  | BR   | Bianca Weech        |
| 2  | OB   | Johanna Borkowski   |
| 4  | OB   | Catharina Schimpf   |
| 5  | NA   | Kathrin Patzke      |
| 6  | PO   | Marisa Ewers        |
| 7  | PO   | Tugba Tekkal        |
| 8  | PO   | Aferdita Kameraj    |
| 9  | NA   | Tanja Vreden        |
| 10 | PO   | Silva Lone Saländer |
| 11 | OB   | Heike Freese        |
| 12 | BR   | Jennifer Werth      |

| Nr | Poz. | Piłkarz               |
| -- | ---- | --------------------- |
| 13 | PO   | Denise Lehmann        |
| 14 | PO   | Daniela Schacher      |
| 15 | PO   | Imke Wübbenhorst      |
| 16 | OB   | Vanessa Schröer       |
| 17 | OB   | Janina Haye (kapitan) |
| 18 | PO   | Maja Schubert         |
| 19 | NA   | Kim Kulig             |
| 20 | PO   | Patricia Hanebeck     |
| 21 | OB   | Janka Rohrberg        |
| 22 | OB   | Angelina Lübcke       |

#### Sukcesy
- Awans do Bundesligi: 1997, 2001, 2003
- Finał Pucharu Niemiec: 2002
- Finał Halowego Pucharu Niemiec: 2004
- Mistrzostwo Regionalligi Północnej: 1999, 2000, 2001, 2003
- Mistrzostwo Hamburga: 1976, 1990, 2000, 2002
- Puchar Hamburga: 1979, 1991, 1994, 1995, 1997, 2000, 2001, 2002, 2003, 2004

### Piłka nożna plażowa
Sekcja piłki nożnej plażowej powstała w 2016 roku. Od pierwszego sezonu drużyna gra w najwyższej lidze niemieckiej.

### Tenis stołowy
Sekcja tenisa stołowego Hamburger Sport-Verein istnieje od 1927 roku. Tenisiści stołowi HSV wielokrotnie odnosili sukcesy w mistrzostwach kraju, zarówno kobiety, jak i mężczyźni.
Sukcesy
- Singiel mężczyzn: Paul Benthien 1933 mistrzostwo, 1937 wicemistrzostwo; Erich Deisler 1934 mistrzostwo, 1936 wicemistrzostwo; Heinz Benthien 1944 mistrzostwo, 1943 wicemistrzostwo
- Singiel kobiet: Ursula Paulsen 1956 i 1958 3. miejsce
- Debel mężczyzn: Heinz Benthien 1943 wicemistrzostwo (z Erwinem Münchowem), 1940 3. miejsce (z Heinzem Raackiem); Heinz Benthien/Erich Deisler 1944 3. miejsce; Erich Deisler 1948 3. miejsce (z Wahlem)
- Debel kobiet: Ursula Paulsen 1956 3. miejsce (z Annegret Thöle)
- Mikst: Heinz Benthien 1943 wicemistrzostwo (z Astrid Hobohm); 1940 3. miejsce (z Hilde Bussmann); Erich Deisler 1947 3. miejsce (z Karin Lindberg); Ursula Paulsen 1957 mistrzostwo (z Josefem Wenninghoffem); Oliver Alke 2003 wicemistrzostwo (z Kristin Silbereisen).

### Badminton
Klub sportowy Hamburger SV posiada także sekcję badmintona. W 1957 roku badmintoniści HSV wywalczyli drużynowe wicemistrzostwo Niemiec, gdy w finale przegrali z zespołem 1. DBC Bonn. W składzie srebrnej drużyny znajdowali się: M. Biune, P. Erpel, C. Schneider, C. Bhatlekar, J. Mundt, G. Zimpel. Z kolei w 1981 roku para G. Kattau – J. Schulz wywalczyła brązowy medal mistrzostw kraju w deblu mężczyzn.

### Hokej na lodzie
Hamburger SV posiada także sekcję hokeja na lodzie. Drużyna kobiet występuje obecnie w pierwszej lidze, podczas gdy zespół mężczyzn w Regionallidze Północnej (szczebel czwartoligowy).

### Baseball
Drużyna baseballa została utworzona w 2004 roku i nosi nazwę HSV Hanseatics. W 2006 roku sekcją HSV zostali utworzeni w 1985 roku Lokstedt Stealers którzy od tej pory noszą nazwę HSV Stealers. W 1991 roku wywalczyła ona mistrzostwo Niemiec regionu Północ. W latach 1995–1997 trzykrotnie z rzędu baseballiści Lokstedt Steelers wywalczyli wicemistrzostwo Niemiec, a w 2000 roku zostali mistrzami kraju oraz zdobyli zarówno Puchar Niemiec, jak i Puchar Europy. Stali się tym samym jedyną niemiecką drużyną, która sięgnęła po potrójną koronę. W 2014 roku zawodnicy Stealers opuścili HSV i założyli nowy klub pod nazwą Hamburg Stealers. Oprócz sekcji baseballa HSV Hanseatics, istnieje także sekcja softballa, dyscypliny kobiecej, pod nazwą HSV Wildcats.

### Futbol amerykański
Od 2011 do 2013 roku sekcją futbolową była drużyna Hamburg Blue Devils. HSV już w latach 90. XX wieku posiadał sekcję futbolu amerykańskiego o nazwie Hamburg Tigers.

### Siatkówka
Zespół siatkarski mężczyzn występuje od lat 70. w siatkarskiej Bundeslidze. Sześciokrotnie wywalczył tytuł mistrza Niemiec w latach 1976, 1977, 1985, 1986, 1987 i 1988. Z kolei pięć razy wywalczył DVV-Pokal, czyli Puchar Niemiec, w latach 1974, 1977, 1983, 1985 i 1989. W 1991 roku drużyna zmieniła nazwę na 1. VC Hamburg i w 1992 roku ponownie wywalczyła krajowy Puchar. W 1994 roku klub przestał istnieć a zawodnicy przeszli do klubu 1. SC Norderstedt. W zespole występowali reprezentanci Niemiec: Klaus Meetz, Klaus Wegner, Frank Mackerodt, Christian Voss, Jörg Brügge, Hauke Braak, Leif Andersson, Michael Dornheim, Dirk Oldenburg oraz pochodzący z Polski Waldemar Lesner. Obecnie istnieje także sekcja siatkówki plażowej.

### Piłka ręczna
Drużyna piłki ręcznej mężczyzn istnieje od lat 60. Już w 1963, 1964 i 1965 roku awansowała do ćwierćfinału mistrzostw Niemiec. W 1966 roku została wicemistrzem Niemiec, w finale uległa drużynie TV Oppum. W 1967 roku szczypiorniści HSV zajęli 2. miejsce w mistrzostwach Północy, w 1968 – 3., a w 1969 – ponownie 2. Po tym sukcesie HSV wycofał się z ligi i w 1971 roku rozwiązano sekcję piłki ręcznej.
W 1976 roku na nowo powołano drużynę szczypiornistów i przystąpili oni do rozgrywek nowo powstałej Bundesligi. Od 2002 roku sekcja piłki ręcznej jest niezależna od Hamburger Sport-Verein, jednak nadal współpracuje z klubem. Od 2007 roku występuje w Oberlidze Hamburg, czyli na szczeblu trzecioligowym.

### Rugby
Sekcja rugby założona została w 1925 i jest najstarsza drużyną rugby w Hamburgu. W latach 1978–1979 drużyna grała w 1. Bundeslidze. Aktualnie rugbysci grają w 4. lidze.